# バドル作戦 (第四次中東戦争)
バドル作戦（バドルさくせん、عملية بدر）あるいはバドル計画（バドルけいかく、خطة بدر）は、1973年10月6日にスエズ運河を横断してイスラエル軍の各拠点からなる「バー＝レブ線」を制圧した、エジプト軍事作戦の名称である。シリア軍のゴラン高原進攻と同時に発動されたこの攻撃は、第四次中東戦争（十月戦争、ヨム・キプール戦争）の開始を画するものとなった。
1968年に開始された演習、1971年からの作戦立案、そして欺瞞作戦がバドル作戦に先行した。「渡河」（العبور）とされた攻撃の開始段階では、工兵が運河の東岸に敷設された砂壁の間に無数の通路を迅速に開設するため放水砲を用い、仮設浮橋を運用して機甲戦力を渡河させた。エジプト軍歩兵部隊が「バー＝レブ」の各拠点を襲撃し、イスラエル軍は機甲戦力と歩兵部隊で応戦した。
攻撃はイスラエル軍の不意を衝き、10月7日には渡河は完了し、エジプト軍の5個歩兵師団が運河の東岸を占拠していた。歩兵部隊は160キロ（99マイル）長の前線に広がる各橋頭堡に防御陣地を構築した。10月7日の戦闘の小康状態に続いてイスラエル軍の予備機甲戦力が前線に到着し、イスマイリア市に対峙して反撃をしかけた。エジプト軍部隊は対戦車兵器を用いてイスラエル軍機甲戦力の撃退に成功し、再び前進した。10月8日の暮れにはエジプト軍は、運河の東岸全域に沿って縦深およそ15キロ（9.3マイル）の帯状の領域を占拠していた。
運河の横断に加えて、エジプトは紅海と地中海においてイスラエルに対する海上封鎖を成功させた。カイロとダマスカスの専門博物館「10月6日全景」は1973年の戦争の記念となっている。

## 序章　1967年 - 1970年

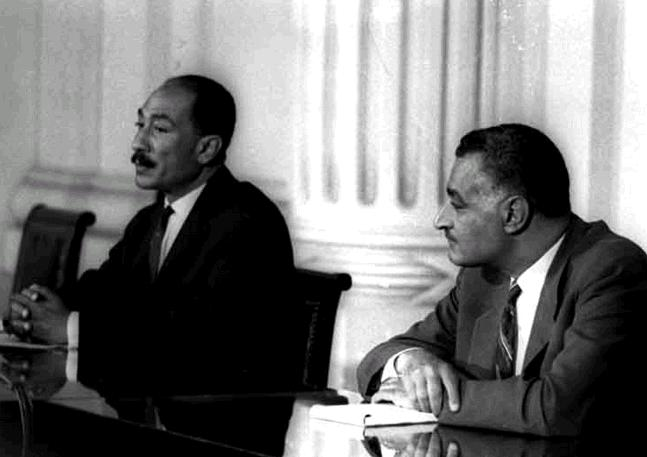
エジプト大統領ガマル・アブドル・ナセル（右）と、後継の大統領となるアンワル・サダト。（1964年）

「第三次中東戦争」（6日間戦争）の終局時に、イスラエルはポート・フアドを除いたシナイ半島の全域を掌握した。6日間戦争におけるイスラエルの勝利はイスラエル国内に安全を得たとの感覚をもたらした。占領した地域が国の防衛に戦略縦深を加えたというのであった。そこでイスラエルとエジプトは、アラブ諸国による国家承認と引き換えに占領地域からの撤退を求める国際連合安全保障理事会決議（UNSCR）第242号を無視し、国家間の交渉は絶えた。イスラエル首相ゴルダ・メイアは現状（status quo）維持の続行を図り、自国の軍事力がアラブ諸国との間の平和を自国寄りの条件で確保すると信じた。「3つの否」政策を追求するエジプトは第三者を介した対話を選び、イスラエルの承認あるいは直接の交渉さえも拒んでいた。
1967年の戦争でエジプトは大半の空軍戦力と大量の装備を破壊され、その軍事力は著しい損耗を喫した。戦後間もなくしてソビエト連邦の援助がエジプト軍戦力の再建開始を後押しし、1968年9月にはエジプト軍地上戦力は、スエズ運河東部のイスラエル軍の駐留へ挑戦するに充分な域まで回復していた。エジプト軍の砲撃とシナイ半島へのコマンド部隊の襲撃で「消耗戦争」が始まり、イスラエル軍の深侵攻空爆とエジプト国内へのヘリコプター空挺部隊の襲撃による反撃があった。イスラエルの航空優勢に対するエジプトの挑戦能力の欠如が、ソビエトの運用する防空装備の展開によるエジプトの内陸各部の防衛に繋がり、イスラエル軍の長距離侵攻の実施を阻み、エジプト軍には対空防衛を再構築させた。防衛の改良はイスラエル軍航空戦力の損害拡大を招き、1970年8月の停戦に至り、それが1973年まで続いた。エジプト大統領ガマル・アブドル・ナセルは1970年9月28日に死去し、アンワル・サダトが後を継いだ。

## エジプトの戦略
サダト大統領は、エジプトの経済・政治・社会・軍事上の問題は「6日間戦争」の結果であると考えた。このような問題への解決策は1967年の敗北の恥辱を拭い去る点にあり、それにはシナイ半島の奪還が求められていると彼は考えた。1971年、サダトはこの達成のために政治・軍事上の統合的な基盤の構築を開始した。2月、彼はスエズ運河の再開通を伴うこととなるイスラエルのシナイ半島からの段階的な撤退と、パレスチナ難民問題の決着を含む国連安保理決議242号のイスラエルによる履行を提案した。見返りにエジプトはイスラエルとの和平協定に署名し、アメリカ合衆国との関係を再構築するというのであった。しかし、自国の安全に必要な領土を保持するとしたイスラエル側の主張が外交的な努力を終了させた。
同時にサダトはエジプトの軍事的能力の向上をも図り、「消耗戦争」での費消を補う兵器弾薬類の獲得に向けて、4度に渡るソビエト連邦訪問の初回を3月に開始した。彼は戦争突入への願望を公に語り、1971年を「決断の年」と位置づけた。しかしソビエト側は約束の供給を果たせず、サダトは当年の攻勢を退けた。1971年が末日に近づく中で、サダトの威嚇は空虚なアラブ式修辞として片づけられた。既に弱体化していた彼らの政治的立場に加えて、アラブ諸国の指導者連は1972年に、この紛争に外交的解決の見込みはないとの点で一致をみた。アメリカの仲裁活動は着実に沈滞化を辿り、1973年半ばには全く休止していた。
1972年にはアメリカとソビエトは「緊張緩和」（détente）に注力していた。イスラエルにまつわる軍事的状況が不利なままに据え置かれることを意味したので、アラブ諸国は懸念を抱いた。外交手段は行き詰まりに至ったと考え、サダトは決定的な軍事行動を取る方へ焦点を合わせた。イスラエルとの紛争の再開はソビエト・アメリカ間の緊張緩和を中断させ、超大国による介入を余儀なくさせて、アラブ・イスラエル間の紛争の解決をイスラエル・アメリカ・ソビエトにとって中心的な課題となすであろうものであった。

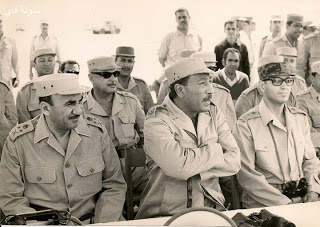
（前列左より）ムハンマド・アフメド・サデク国防相、アンワル・サダト大統領、サード・エル・シャズリー参謀総長。（1971年）

エジプト軍司令官の幾人かは、シナイ半島の少なくとも相当部分を奪還するための通常戦争の遂行を望んだ。この見解は特に、国防相ムハンマド・アフメド・サデク将軍の採るところであった。しかし1972年1月、サデクはおよそ5年から10年を経た後に初めて、エジプト軍は領土奪回戦争に向けた準備が整うと言明した。サデクは限定的な攻勢に反対し、諸研究に言及した。エジプトの分析では運河越えに際して1万7000名の死傷者を見込み、一方でソビエトの見積もりは死傷者数を兵員3万5000名としていたのであった。被るであろう甚大な損失は、シナイ半島の全域あるいは大半の解放という後続行動を要する限定攻勢について、そのいかなる軍事・政治上の利得をも上回るとサデクは強調した。
政治的な理由から、サダトはサデクの議論を退けた。エジプトの世論は「戦争もなく平和もなし」という対イスラエル状況に憤って行動を要求しており、政府の政治的立場は危険に曝されていた。スエズ運河からの歳入やシナイ半島の油田群を失って既に苦しむ経済は、さらなる期間を戦時体制下に置かれる国家には対応しえなかった。戦争は捨て身の選択肢であり、限定的な攻勢は現状の下で唯一の策であった。
1973年1月27日から30日にかけてのアラブ連盟の共同防衛理事会でエジプトは、イスラエルが備える航空優勢から、対イスラエル攻撃はエジプトとシリアとヨルダンから同時に遂行される必要がある旨を強調した報告を提示した。この報告によると、エジプトとシリアの各空軍は他のアラブ諸国から16個飛行隊の増強を受ければ数的優位を達成する。しかし、イスラエルは訓練や航空機用電子機器、航空機の搭載量や兵装の優越をもってこれを相殺する。アラブ諸国の同時攻撃はイスラエル空軍（IAF）の有効性を減じさせられ、イスラエル軍の地上戦力に二方面での戦争遂行を強いるであろうというのであった。

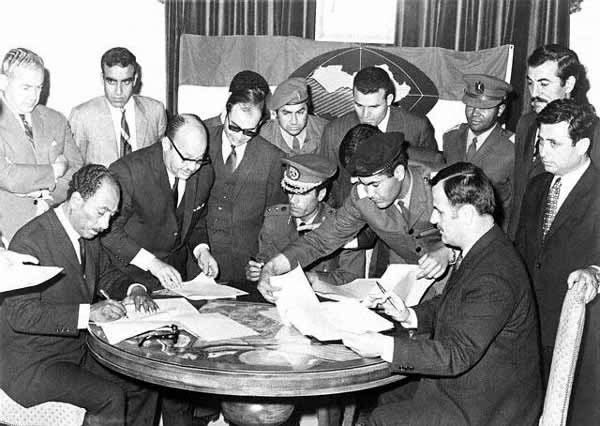
サダト大統領（円卓左側に着席）とシリアのハフェズ・アル・アサド大統領（右側）。中央はリビアの指導者ムアンマル・カダフィ。（リビア・ベンガジ、1971年）

この月の間に、シリア大統領ハフェズ・アル・アサドは対イスラエル戦争に突入する意思を示した。エジプトとシリアは交渉を通じて協調した軍事行動に合意し、両国の国防相は共通の軍事戦略を策定した。エジプトはさらなるアラブ系数カ国の政治的支援を取りつけ、その一部は産油国であった。サダトは西側各国政府に圧力をかけてより親アラブ的な政策を採用させるための経済的武器として、石油を利用する可能性を論じた。戦争中には石油を産出するアラブ諸国、主としてリビアとサウジアラビアが石油の禁輸措置を執り、また数カ国は名目的な戦力を前線へ派遣した。
サダトは配下の各司令官に用心の念を吹き込み、後の国防相アフマド・イスマイル・アリには「1967年に起きたような軍の喪失がないように」との警告すら行った。1971年6月3日、彼は限定的な戦争への自らの見方を概説した。
「計画（攻勢）を我々の能力の範囲内で行いたいのであって、それ以上ではない。運河を渡り、シナイ半島の例え10センチメートルでも保持する。もちろん誇張であるが、それが私を大いに助けてくれ、また国際的な、そしてアラブ各国間での政治的状況を完全に変えるだろう。」
サダトの戦略は包括的な軍事上の勝利は要しないままに政治的成功を達成する目論見であり、従ってまたエジプト軍のイスラエル国防軍に対する目立った劣位を考慮し、限定的な戦争のみを求めるものであった。
限定的な作戦はエジプト軍参謀総長サード・エル・シャズリーの支持するところであった。イスラエルには二点の重大な弱みがあると彼は論じた。第一に利用可能な人的資源に限りがあり、多数の人的損失を被ることができない点である。第二に18パーセント前後のユダヤ人口を動員するので、長引く戦争を維持できない点である。長引かされた限定的な防衛戦争は、双方の弱点を最も上手く利用しうるものである。

## 背景

### 計画と準備

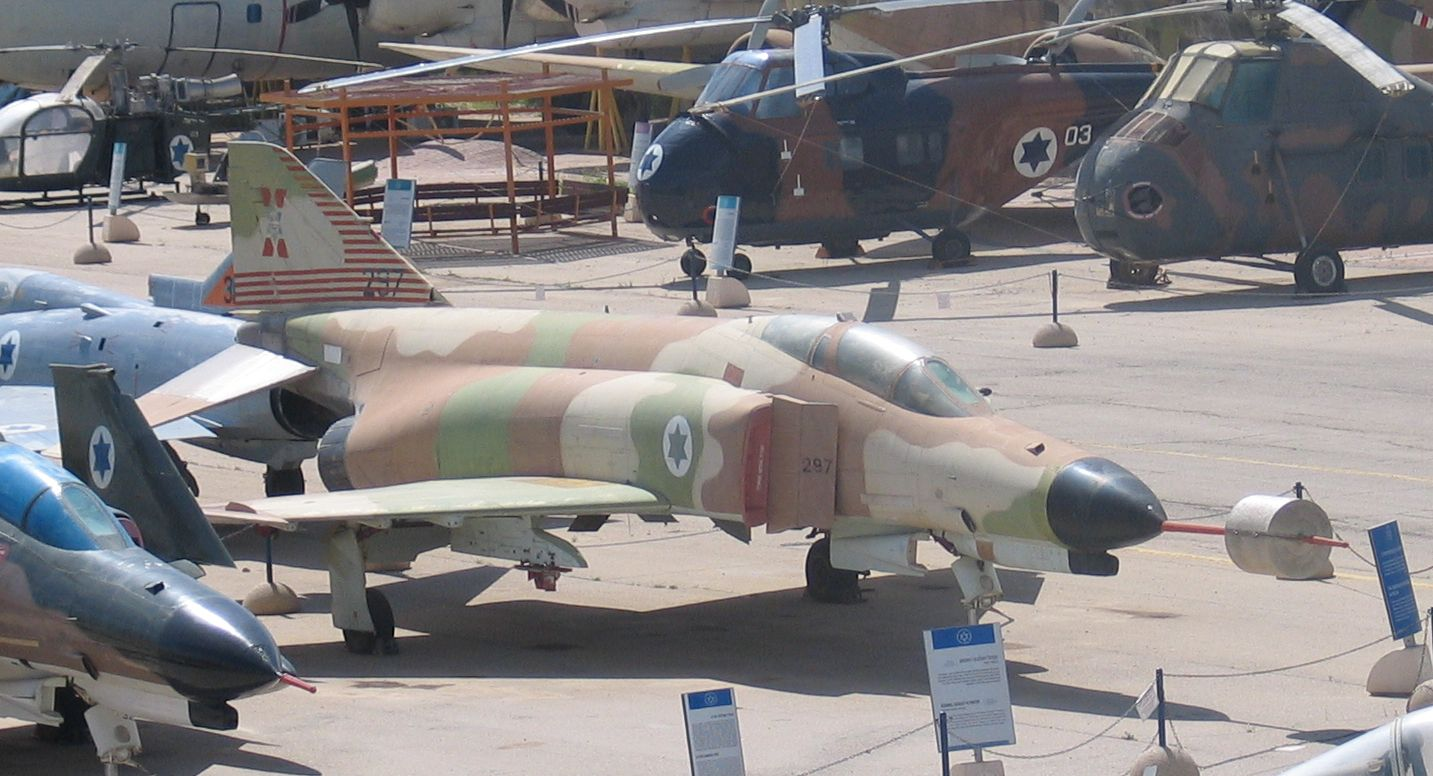
イスラエル空軍の戦闘攻撃機F-4E・ファントムII。（2006年）

国防相としてムハンマド・アフメド・サデクの前任者であったムハンマド・ファウジ少将は、定期的に指揮の訓練を行っていた。これらの演習はエジプト軍の能力を相当に超える非現実的な目的や作戦目標を備えたものであった。1971年5月16日にサード・エル・シャズリー中将が参謀総長となった際には、攻勢の計画は未だ存在しなかった。代わりに「200作戦」の呼称が付された防衛戦計画と、より攻撃的な代案である「グラナイト作戦」とが存在した。「グラナイト」はシナイ半島への侵入や襲撃を組み入れてはいたにしても、本質的には防衛計画であった。彼は軍の能力を評価し、空軍が最弱の部門であると結論した。イスラエル軍の同部門に様々な側面で上を行かれており、またイスラエル軍の操縦士は経験でも勝っていた。イスラエル空軍（IAF）の枢要な装備面での優位性が第3世代戦闘攻撃機のF-4・ファントムIIであった。1973年10月の戦争勃発時には、イスラエル国防軍は122機のF-4Eと6機のRF-4E（Rは偵察機型を表す）を運用していた。
エジプト空軍力の弱体を補うため、エジプト軍は対空防衛を構築した。彼らは固定式のSA-2とSA-3地対空ミサイル（SAM）を対空防衛の中核として、また同様に移動式のSA-6地対空ミサイルとZSU-23-4自走式対空砲（SPAAG）、歩兵携帯型のSA-7（MANPADS）、加えて無数の在来型の対空砲を展開した。これらの対空防衛はエジプト軍地上戦力に防御の「傘」を提供するものであった。しかし固定型であるSA-2とSA-3の装備一式は、良くて9時間の間隙をもって初めて移動が可能であり、進撃部隊に追随して移動する際には対空防衛を弱体化させた。他方でSA-6の装備一式は、進撃する機甲戦力への適切な防御の提供には不十分な限られた数が利用可能であった。
このような制約から、シャズリーはサデクに反対して運河の東岸のみを奪回する限定戦争を支持した。しかしサデクは、2種の攻勢計画の策定が1971年7月から開始されるよう認可を下した。第1は「41作戦」で、シナイ半島の数か所の峠道を占拠する目標の下、スエズ運河全域に渡る攻勢を伴うものであった。この計画はソビエトの軍事顧問と協力して編纂された。実情においては作戦目標がエジプト軍の能力を超えており、シャズリーはこれをソビエトに対してさらなる武器や装備の供給を誘うための手段に過ぎないと考えた。計画はまた、シリア軍に対イスラエル攻撃への加勢を促すであろうものでもあった。「41作戦」は1971年9月には完成し、翌月にサダトとサデクはモスクワへ飛び、100機のMiG-21戦闘機、10機のTu-16爆撃機、SA-6対空（AA）ミサイルや重砲を受領する、エジプトにとって過去最大の武器取引を締結した。「41作戦」は「グラナイト2作戦」に改名された。
第2案は――「ハイ・ミナレット」の作戦名が付され――運河の範囲に沿った5か所の隔絶地域での渡河を求めるものであった。エジプト軍は10キロから15キロ（6.2マイルから9.3マイル）を進み、次いで防御陣地を構築する。前進を限定することで、エジプト軍地上部隊は自軍のSAMによる防御の範囲内に留まり、それらが防御の「傘」を提供してイスラエル軍の空における優位を打ち消す。このように「ハイ・ミナレット」はエジプト軍の能力に沿った立案がなされた。計画の大枠は1971年9月には、高度の機密を保たれた中で完成していた。

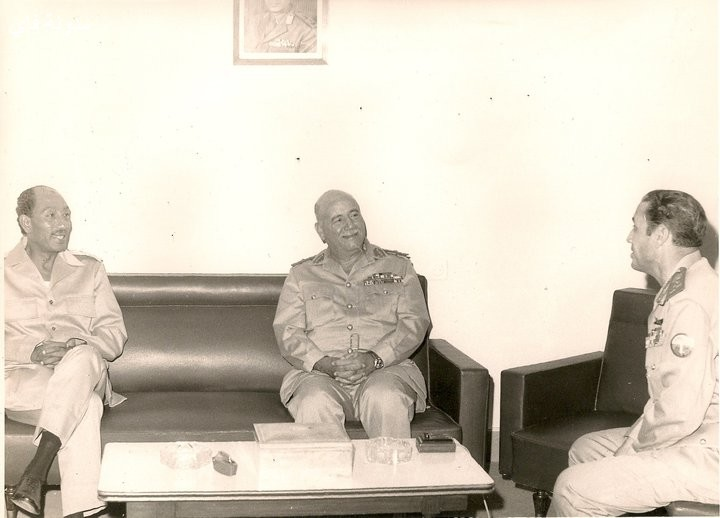
（左より）アンワル・サダト大統領、アフマド・イスマイル・アリ国防相、サード・エル・シャズリー参謀総長。

サデクが限定戦争の考えを退け続け、彼とサダトとの間で緊張が高まった。上級司令官の白熱した会合を受けて、国防相は解任された。彼の後任アフマド・イスマイル少将は限定戦争に賛成であった。「ハイ・ミナレット」は唯一の実行可能な攻勢計画として、1973年の春季を遂行見込み期日に据えて策定が続けられた。諜報の見積もりに基づくと、イスラエル軍の主要な反撃は襲撃開始の6時間から8時間後に3個機甲師団をもって始まり、一方で（エジプト）機甲戦力の渡河への援護は最短で12時間を経て初めて得られるものであった。これに対処するため、エジプト軍歩兵には多数の対戦車誘導ミサイル（ATGM）とロケット推進擲弾（RPG）が支給される。携帯型対戦車兵器は主としてRPG-7と、より数が少ない有線誘導のAT-3・サガー、また多数の無反動砲や従来型の兵器であった。手動誘導のサガー・ミサイルは長い射程と強力な弾頭部を備えるものの飛翔速度の遅さという欠点を抱え、（戦車のような）目標に回避行動や反撃の猶予を許していた。500メートルから800メートル（1,600フィートから2,600フィート）という最小射距離はかなりの広さの死界を形成しており、そこをRPG、またB-10・B-11無反動砲で援護することとなった。加えてRPG-43対戦車手榴弾もまた存在した。襲撃歩兵は暗視装置や赤外線観察器、またイスラエル軍がしばしば用いた、戦車や車両にキセノン投光器を積んで夜間に敵歩兵の目を眩ませる戦術に対抗する溶接作業用の保護眼鏡を装備した。橋の設置に先立って歩兵が重火器の類――ATGM、RPG、火炎放射器、機関銃、地雷――を運搬できるように、2種の手段が執られた。まず型を大きくした水筒を組み入れ、24時間分の糧食を携帯できる、5種の異なる軽量化された野戦装備が考案された。各野戦装備は様々な襲撃班からの要求へ個別に適合するように考案された。もう一つの策が、4輪の木製荷車を用いて装備や武器弾薬を運ぶというものであった。2,200台以上のこのような荷車が渡河で用いられ、330トン（15万ポンド）近い物資の運搬能力を提供することとなる。木製の踏み板を備えた縄梯子が、B-11無反動砲のような重装備を砂壁の上へ引き揚げるために装備される。
「ハイ・ミナレット」は襲撃歩兵に5キロ（3.1マイル）の深さで8キロ（5マイル）の幅の橋頭堡を設置するよう求めていた。比較的短い境界線が射撃の密度を高め、また初期には攻撃は西岸の砂造防塁からの援護射撃を仰ぐこととなっていた。増援と機甲戦力が渡河した暁には、橋頭保は8キロ（5マイル）の深さへ拡大される。作戦開始から18時間以内にこれが達成される必要があった。空挺や海路輸送の部隊が、バー＝レブ線に向かうイスラエル軍予備戦力を遅らせる攻撃や待ち伏せを行うことになっていた。
1973年の春季は攻勢が発動されないままに過ぎた。この年の8月21日、完全に秘密を保ち、6名のシリア軍上級司令官が偽の名前と旅券を用い、休暇を過ごす人々を運ぶソビエトの客船でラタキアからアレクサンドリアの波止場へ到着した。シリア軍司令官連の中で主要な者が国防相ムスタファ・トラス将軍と参謀総長ユースフ・シャクールであった。続く2日間に、彼らはエジプト軍の同階級とラス・アル・ティン宮殿のエジプト海軍司令部で会合を持った。8月23日には、エジプト軍とシリア軍は戦争の準備を整えたと結論づける2通の文書がシャズリーとシャクールの批准を受けた。残されたのはただ、9月7日から11日にかけてか、あるいは10月5日から10日にかけてかという日程の選択であった。日取りはサダトとハフェズ・アル・アサドの両大統領が共同で選ぶこととなり、彼らはその決断を各司令官へ、攻撃日の15日前には伝えるように求められた。
9月7日の15日前である8月27日がサダトとアサドのいずれからの応答もないままに過ぎ去り、9月に攻勢が起こらないことは明らかとなった。8月28日から29日にかけてサダトはアサドとダマスカスで会談し、10月の開戦に合意した。彼らは10月6日を攻勢開始日と定め、9月22日にアフマド・イスマイルとトラスへ告知し、そして彼らは各参謀総長へその決定を取り次いだ。アフマド・イスマイルの求めがあって、サダトは戦争のための大統領令を作成した。従って、攻撃の1カ月前足らずの9月になってようやく、遂に10月6日が攻勢開始日に選ばれたのであった。協調した攻勢は（カイロ時間の）14時に始まることとなっていた。10月6日の選択にはいくつかの理由があった。流れの速さや潮汐が渡河作戦に最適であり、また夜の大半に満月がかかり、橋の構築をやり易くしていた。この日はユダヤ教における贖いの日「ヨム・キプール」と符合していた。敬虔なユダヤ教徒は当日に断食を行い、火や電気の使用を控え（これは交通機関が休止となることを意味した）、またイスラエル軍の大半が動員を解かれるので、10月6日を攻撃に選択する際の重要な点であった。10月はまたイスラム暦でも「ラマダーン」月と符合し、これはイスラム教徒の兵士が断食中であろうことを意味した。西暦624年に「バドルの戦い」でイスラム教徒が最初の勝利を挙げたのがラマダーンの間であった。名称として「ハイ・ミナレット」よりも励みとなるものを求め、エジプト軍司令官連は襲撃の作戦名に「バドル作戦」を選んだ。

### 工兵の任務
エジプト軍部隊によるどのようなスエズ渡河であっても、その成功はエジプト軍工兵隊の作業如何に大きく依存しており、彼らは達成すべき数種の怯まされるような任務を抱えていた。イスラエルの工兵は運河の東岸に160キロ（99マイル）に渡って広がる（運河の幅の広さが渡河の見込みを低いものとしていたグレート・ビター湖は除かれた）、巨大な人工の砂防壁を構築していた。浸食を防ぐため砂防壁は、高潮時には水面から1メートル（3と3分の1フィート）、そして干潮時には3メートル（10フィート）超の高さのコンクリートで補強されていた。運河は180から220メートル（590から720フィート）の幅で、およそ18メートル（59フィート）の深さであった。工兵はこの砂防壁に70か所の、それぞれが7メートル（23フィート）幅を備える径路を開く必要があった。これは1,500立方メートル（2,000立方ヤード）分の砂を、各径路について除去することを意味した。当初は従来の手法が砂防壁を破るために試された。1箇所の経路を開くために60名の人員と1台のブルドーザーに300キログラム（660ポンド）の爆発物、そして5時間から6時間が敵の発砲に妨げられずに求められると判明した。渡河地点は混雑し敵の発砲に晒される見込みであり、このような手法は非実際的で高くつき過ぎるとされた。
この板挟みに対する解決策は単純でありつつも巧妙であった。1971年の暮れにあるエジプト軍士官が、膨張式の筏で運河を渡せる小型軽量でガソリンを燃料とする揚水機を用い、水圧採鉱の手法で砂防壁に穴を空ける提案を行った。この提案は実施に足るとされ、エジプト軍部は300台ほどのイギリス製揚水機を発注した。試験では、このような揚水機の5台が1,500立方メートルの砂を3時間で除去できることが示された。1972年には新たに150台の、さらに強力なドイツ製揚水機が購入された。3台のイギリス製と2台のドイツ製揚水機を組み合わせて、経路を2時間で開くことが可能となった。
ひとたび通路が開かれれば、工兵は（MTU架橋機やTMM架橋機、舟橋を用いて）10本の大型橋、5本の小型橋、10本の仮設浮橋と35箇所の渡し場を構築する必要があった。全てが敵の射撃に晒される中で通路が5時間から7時間で開かれ、直ちに各渡し場が、次いで2時間後に各橋がそれに続かねばならなかった。大型橋についてはエジプト軍は、在庫にある他の大半の橋よりも短時間で建設可能で貴重な数時間を節約するソビエト製のPMP大型折り畳み式橋を、2本のみ備えていた。これらの橋はまた修理もはるかに容易であった。工兵が経路を開き、橋や渡し場を設置する速度は、作戦全体の帰趨に影響を及ぼすであろうものであった。工兵はまた、初期に襲撃歩兵を渡すこととなる小舟に乗り込む必要があった。最後に彼らは襲撃歩兵のために、イスラエル軍防御陣地の周囲の地雷原に突破口を設けなければならなかった。

### イスラエル軍の防衛網

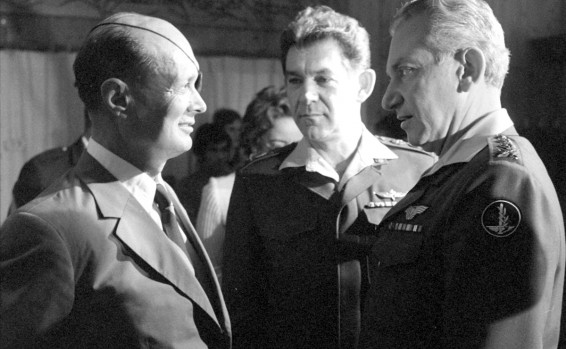
（左より）イスラエル国防相モーシェ・ダヤン、開戦時の軍参謀総長ダビッド・エラザール、前任の参謀総長で開戦時にはメイア内閣の貿易産業相を務めていたハイム・バー＝レブ。（1971年）

イスラエル側は運河に沿って「バー＝レブ線」と呼ばれる一連の要塞群を建設しており、難攻不落と考えられていた。これら防衛網の中の主要な障害物がスエズ運河全体に沿ってイスラエル工兵が構築した巨大な人工の砂防壁であり、高さ18メートルから25メートル（59フィートから82フィート）で45度から60度の傾斜を備えていた。塁壁はコンクリートで補強され、それらはまた水陸両用車両が砂防壁を登る試みをも妨げた。砂防壁に穴を空けるには少なくとも24時間、おそらくは48時間を要するとイスラエル側は見積もっていた。この塁壁の背後に、35箇所の防衛拠点からなる22箇所の要塞の列が存在した。各要塞は平均して10キロ（6.2マイル）の間隔を置いていた。防衛拠点は砂地の底に数階分の深さを備え、1,000ポンド（2分の1トン以下）爆弾に耐える備えがあった。防衛拠点は塹壕、有刺鉄線、200メートルの奥行きの地雷原、無数の掩蔽壕や兵員待避所、そして戦車用の射撃場を組み込んでいた。各防衛拠点が原油を充填した地下貯蔵所を備えていた。この原油は送管機構でスエズ運河に注ぎ込まれ、点火されて摂氏700度（華氏1,292度）に達する温度を生成できた。主防衛線から300メートルから500メートル（980フィートから1,640フィート）後方の第2防衛線は渡河が見込まれる地域に集中し、機甲部隊が占めるように設計されて戦車の射撃場を組み入れていた。砂壁から3キロから5キロ（1.9マイルから3.1マイル）後方の第3防衛線は、主要道路や攻撃側の主な進撃経路に集中して防御を設けていた。運河沿いの主防衛線の背後には機甲戦力や歩兵の集結地点や補給物資集積所、無数の砲撃陣地やその他が存在した。

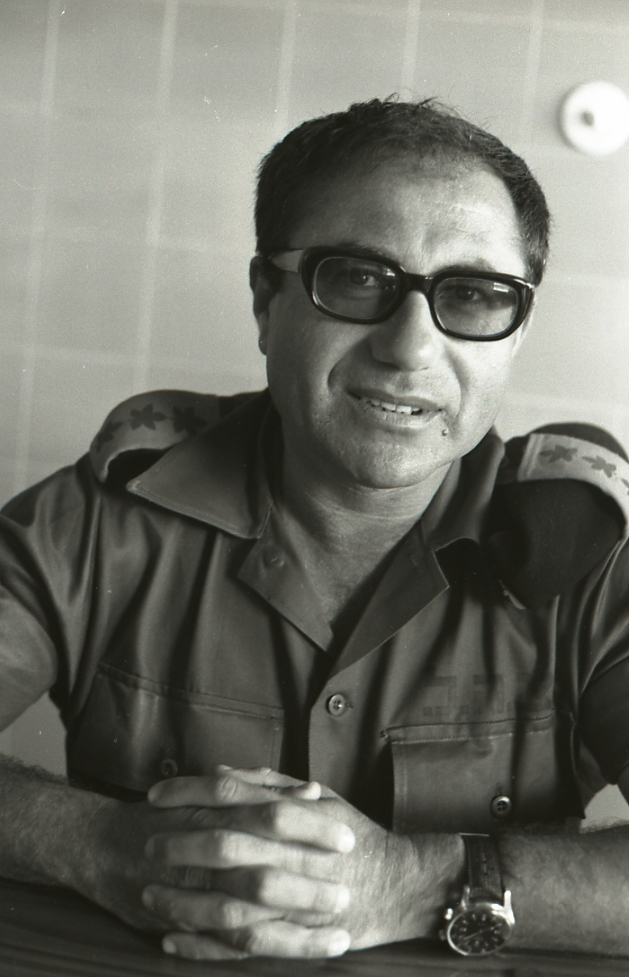
シュムエル・ゴネンは「6日間戦争」時のシナイ半島戦線で第7旅団長として軍功を挙げ、1973年7月にアリエル・シャロンの後任として南部方面軍司令官の地位に就いた。（1967年）

イスラエル軍司令部は「ショバフ・ヨニム」（鳩小屋）と命名された基本的な防衛計画を策定しており、その概略はエジプト側の知るところとなっていた。計画はバー＝レブ線を三区域に分割し、北部区域は海沿いのアリーシュからエル・カンタラ・エル・シャルキヤまでを護り、中央区域はイスマイリア地域をアブ・アゲイラに至るまで護り、そして南部区域はグレート・ビター湖からスエズ運河の末端部までを護るとともに、ミトラとギジの峠道への突破を阻んでいた。アルバート・マンドラー少将が率いる第252機甲師団がバー＝レブ線の防衛を任ぜられており、3個機甲旅団が組み込まれていた。一連の要塞から5キロから9キロ（3.1マイルから5.6マイル）後方に位置するのが、（アムノン・）レシェフ大佐が指揮し110輌から120輌の戦車を擁する旅団で、それぞれが36輌から40輌の戦車を擁する3個大隊に分割され、区域毎に1個大隊がいた。エジプト軍の攻撃の際には旅団は前進し、バー＝レブ線に沿った戦車駐留場や射撃場を占めることになっていた。運河からさらに20キロから35キロ（12マイルから22マイル）後方には、ガビ・アミールとダン・ショムロンの両大佐が率いる、それぞれが120輌前後の戦車を備えた追加の2個機甲旅団が存在した。一方の旅団は前方の機甲旅団の増援となり、他方の旅団はエジプト軍の主な攻撃に対して反撃を行うものであった。
シナイ半島の駐留部隊は1万8000名を数えた。総司令官はイスラエル軍南部方面司令部の長として任に就くシュムエル・ゴネンであった。シナイ半島に在する駐留部隊の中で、10月6日には1個歩兵旅団が運河沿いの各拠点を占めており、さらなる8,000名が30分から2時間の間に機甲戦力とともに前線に展開可能であった。

### 欺罔工作と、戦争に至る直前の日々
「バドル作戦」に備えて第2軍と第3軍を架橋用装備とともに運河沿いに位置させれば、イスラエル軍は高度の警戒態勢に入ることであろう。奇襲の要素がなければ、エジプト軍戦力は攻撃で大きな損害を被ることになる（死傷者の予測は既に数千名を数えていた）。イスラエルで諜報評価を作成し、その能力で名を挙げていた参謀本部諜報局 （略称はアマン）は、エジプト軍とシリア軍内での部隊の移動や活動という、攻撃に先立つ数日間には特に活発となるであろう軍の動静を探知する任務に就いていた。
エジプト側がその情報機関をも含めて開始した欺罔計画は、軍事的そして政治的な一連の出来事や事件を国外そして国内で演出する点に依っており、イスラエルの情報分析担当者にアラブ世界は戦争を準備してはいないと納得させる狙いがあった。上級層の司令官連が攻勢に向けた最終準備を秘密裏に作業しつつ、上辺では常態を保つ点も計画の求めるところであった。
エジプトの欺罔計画の中核は、1967年の「6日間戦争」におけるアラブ各軍に対する電光石火の勝利を受けて、イスラエル側で優勢となっていた心理状態に基礎を置いていた。この心理状態は、以下のようなイスラエル側の言い回しに明瞭に表れていた。
| 「 | 「ダマスカスまではたった1時間の進軍、そしてカイロまではおそらく2時間」 | 」 |

アメリカ海兵隊少佐マイケル・C・ジョーダンはヨム・キプール戦争に関する論文の中で、この引用句と1973年10月に先立つ時期にそれが表していた普遍的な見解を説明している。
「（前略）また、アラブの隣人エジプトとシリアの軍事的能力に関してイスラエル側が抱いていた侮りの念をも反映している。1967年の先制の勝利があまりに完全かつ非常に容易に得られたものであったので、イスラエル側は自軍は無敵であり、情報機関は匹敵する存在もなく、アラブの敵は劣って無力であると見定めた」
イスラエル側は情報機関から48時間前に警告があると見込んでいた。いずれにしても彼らは、いかようなアラブ軍の攻撃もIAF（イスラエル空軍）が速やかに粉砕するという自信を携えていた。
エジプト側はこのようなイスラエル側の確信を自らに都合よく利用しようと図った。地位に就いて以来、サダトは瀬戸際政策に乗り出してイスラエルを絶えず戦争で威嚇し、遂には彼の脅しはイスラエルと世界から無視されるに至った。戦力を対イスラエル攻撃に向けて配備するため、エジプト軍は運河脇での演習を発表した。演習は以前から幾度となく実施されており、1973年5月と8月には不正確な警告がイスラエル軍にこのような演習へ対応する動員を行わせ、イスラエルにとっては各機会において1,000万ドル程度の出費となっていた。この折には、エジプト軍が10月7日までの演習を10月1日に開始すると、アマンは軍の活動の活発化を訓練の動きとして等閑視した。シリア前線での部隊の動きもまた察知されたものの、シリア軍がエジプト軍抜きで戦争に突入することはないとアマンは結論づけた。

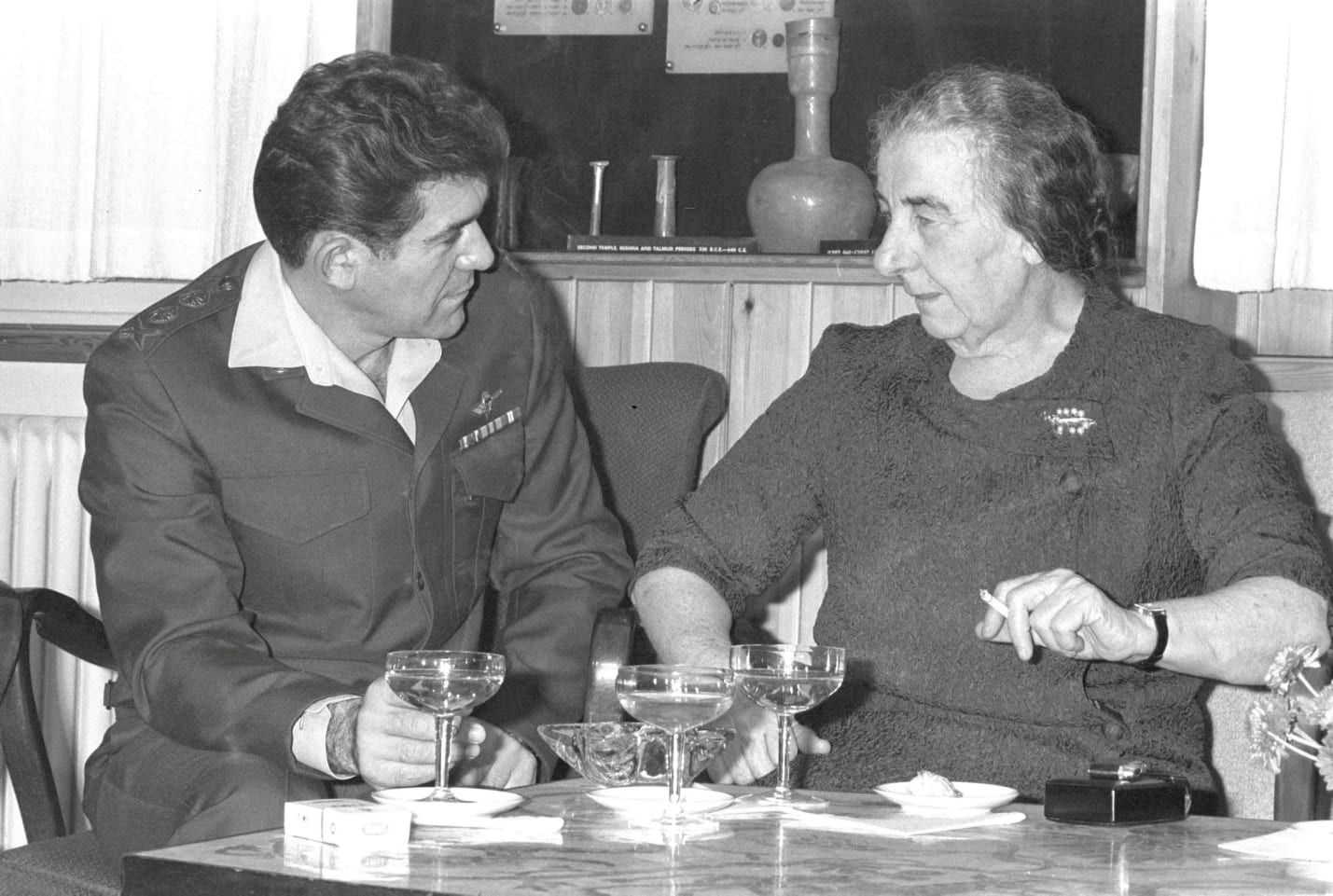
イスラエル首相ゴルダ・メイア（右）とダビッド・エラザール。（1971年）

演習という口実が、エジプト軍に準備の隠蔽を可能とした。エジプト第2・第3野戦軍が防衛のため常にスエズ運河沿いに駐留しているという事実が、それをさらに容易にさせた。部隊や装甲車両、そして肝要な架橋用資材が10月5日から6日にかけての夜に至る15夜の間に集結地点へ移され、最後の5夜における活動が最も活発であった。
1967年にシナイ半島を占拠して以降、イスラエルはチラン海峡を通過してエイラートの港に至る海上交通路を開かれたままに確保するため、シャルム・エル・シェイクに留まると公言していた（イスラエルの海上輸送に対する海峡の閉鎖が、6日間戦争の戦因の一つであった）。エジプトはイスラエルからおよそ2,500キロ（1,600マイル）の距離にあるバブ・エル・マンデブ海峡に海上封鎖を敷くことで、イスラエルにとってのシャルム・エル・シェイクの重要性を無効化しようと試みた。このために、パキスタンがエジプト軍艦船を修理のため受け入れる協定が1973年の初めに結ばれた。スーダンとイエメンに対し、パキスタンに向かう潜水艦をポート・スーダンとアデンが親善訪問として受け入れる同意が求められ、それが得られた。パキスタンが修理のためエジプト軍艦船を受け入れる意向が公表された。10月1日に数隻の潜水艦と駆逐艦、ミサイル艇を含む部隊が、10月6日のバブ・エル・マンデブ到着を実現するために策定された航路をとって出航した。艦隊は完全な戦闘装備で、部隊は無線の完全封止を維持するように命令されており、これは潜水艦群を呼び戻す術がないことを意味した。指揮官連は真の任務を知らないままに命令と任務を詳述した封印済み封筒を渡され、そして10月6日の、戦争が始まろうとする僅か数時間前に封筒を開くよう指示を受けており、そこに至って無線封止を解除するものとされていた。その日、10月1日に艦隊が出航すると、「戦争は実質的に始まっていた」。
軍部は常態にある印象の維持を図っていた。9月26日にラマダーンが始まる直前、国防省は軍の要員に対して、メッカで「ウムラ」（巡礼）を行うための休暇取得の届出が可能であると公に告知した。エジプト各紙は帆船の競走会が開催されると伝え、その参加者には数名のエジプト海軍高官が含まれるとした。加えて、10月8日（攻撃予定の2日後）にルーマニア国防相のエジプト訪問が計画されていることも国防省から公表され、訪問の式次第が告知された。時を同じくした訪問は10月6日に戦争が勃発すると即座に中止されることとなるものの、欺罔計画の一環としては有用となった。
9月27日、予備役の大規模な一団に動員令が出された。疑念を鎮めるため、エジプト政府の内閣各相は作戦の全計画や調整が行われた総司令部への公開視察に招かれた。9月30日に予備役の新たな一団が召集された。今一度疑念を抑えるため、10月4日にエジプト軍は9月27日に召集された予備役の動員を解くと公に告知したものの、2万人を動員解除したのみであった。
10月1日以降、エジプトでは上級司令官の範囲を超えて戦争の命令が広められ始めた。それぞれ第2・第3野戦軍の司令官であるサード・マムーンとアブドゥル・ムネイム・ワッセルの両将軍が、「バドル作戦」の実施という決定を告知された。10月3日に彼らは各自の配下師団長に告知した。旅団長は10月4日、大隊長と中隊長は10月5日に話を告げられ、一方で小隊長と兵卒は10月6日、攻撃開始の6時間前に話を知らされた。
サダトもまた欺罔計画で役割を果たした。彼は9月にアルジェリアで非同盟諸国会議に出席し、帰国すると病気を噂された。サダトは10月6日に至る数日間に公の場から離れたままであった。エジプト情報機関は彼の病気という虚偽の話を報道機関に流し、サダトが治療を受ける際の家宅をヨーロッパで捜し始めて噂の信憑性を高めた。
欺罔作戦の実行は全く事件なしに進んだものではなかった。当初、ソビエト側はエジプトの戦争突入の意図を伏されたままであった。代わりに彼らは10月2日、イスラエル軍の来襲が予想されていると聞かされた。続く2日間に軍の情報部長フアド・ナサルがソビエトの連絡将校団長サマホドスキー将軍に対して、来襲は空爆を伴う大規模な攻撃と予想される旨を伝えた。サマホドスキーは当初はナサルの話を信じたようであったものの、ソビエト側が抱く疑念がエジプト側には明らかとなった。中でもエジプト軍とシリア軍の部隊で任務に就くソビエト軍事顧問が10月3日には、エジプトとシリアの軍における通常を外れた活発な活動を報告していた。10月3日にサダトとアサドの両人は、戦争突入という自らの意図をソビエト側に告知すると決めた。ソビエト側は直ちにエジプトの自国要員を退避させる許可を求め、両首脳は気が進まないながらも同意した。野戦部隊で任務に就くソビエトの専門家、大使館要員やその家族の慌ただしい退避が10月4日の午後遅くに始まると、エジプト軍司令官連は完全に不意を衝かれた。10月5日には退避は完了していた。この事件は、戦争が勃発する見込みであるとイスラエル側に納得させるにあたって重要な要因となる。
10月4日にはまた、新たに厄介な事件がエジプト軍司令官連にもたらされ、彼らは国の国営航空会社であるエジプト航空が航空便を全て停止し、エジプト国外の待避地に航空機を分散させてその民間機を護る手筈を整えていることを、夕方に知るに至った。その命令は航空相アフマド・ヌーフから発せられていた。総司令部は直ちに分散の指示を覆すように介入し、10月5日には各航空便は通常の飛行予定へ復帰した。この事件は機密保持への違反であり、エジプトの戦争計画の漏洩であると考えられた。しかし、エジプト軍司令官連にはイスラエル側が事件に留意したか否かは判然としなかった。
1973年9月13日、シリア軍とイスラエル軍の戦闘機の間で空戦が勃発した。シリア軍の12機が撃墜される一方でイスラエル軍の損失は1機に留まるという、警戒心を抱かせる衝突であった。両国間での緊張が高まった。1967年4月7日のシリアとイスラエル間の空戦は軍事的難局を募らせて6日間戦争の原因の一つとなっており、エジプト側は特に懸念を深めた。数日後には戦争が開始される予定である点に留意し、シリア側は報復に出ない方を選択した。この空戦はシリア側が部隊を戦争のため集結させる助けとなり、イスラエル側はそれをシリア側の防御的な反応であろうと解釈した。イスラエル側はこのような前線付近での増強を仔細に監視していたものの、目下のところ国内問題に忙殺されているとイスラエル側が信じていたエジプトを抜きにしてシリアが戦争に突入することはないとの考えを、情報機関はなお曲げなかった。
1973年9月を通じてアマンは11度の警告を受けており、その中にはエジプトとシリアが戦争遂行に傾いているというヨルダン国王フセインからの警告も含まれたものの、アマンはアラブ諸国が攻撃を仕掛けることはないとの確信を維持し、それらは全て等閑に付された。諜報特務庁（モサド）長官ツビ・ザミールは同年2月以降、エジプトがシナイ半島を東進する全面戦争からスエズ運河東岸に橋頭堡を築く限定戦争へ戦略を変更したとの情報に接しており、これにより戦争勃発の蓋然性が高まったとの見方であったものの、アマンに伝えたこのような情報が参謀本部の幕僚連まで到達したかどうかは不明であった。
しかしながら、イスラエル側にとって無視するにはあまりに多数の兆候が存在し続けており、その主たるものがカイロとダマスカスからの慌ただしいソビエトの退避と、エジプトが開戦しないと想定されていた間にシリア前線で続行されている戦力集結であった。参謀総長ダビッド・エラザールは戦争の蓋然性は依然として低いと信じる一方で、10月5日に警戒措置を執った。エラザールは全軍を警戒体制に入らせ、休暇を全て取り消し、空軍には臨戦体制を取るよう命じた。また、第7機甲旅団にシナイ半島からゴラン高原への移動を命じた。これでゴラン高原のイスラエル軍戦力は、10月6日には戦車177輌と野砲44門に増加していた。第7機甲旅団を置き換えるため、ガビ・アミール大佐が指導する機甲学校が傘下の戦車旅団を、即時の空輸のために編成するよう命じられた。10月6日には、それらは開戦前のシナイ半島に在していた。しかし結局のところ、予備役への動員令は出されなかった。エラザールや他の上級司令官連はアラブ諸国が戦争へ傾いた場合の、情報機関による24時間から48時間前の警告を今なお予想していたのであった。
10月5日から6日にかけての夜、ツビ・ザミールはエジプトの二重間諜であるアシュラフ・マルワンと自ら会合を持つためヨーロッパを訪れた。マルワンはザミールへ、エジプトとシリアの協調攻撃が差し迫っていると告げた。マルワンの警告は他の兆候や事件と相まって、ツビ・ザミールに戦争が間近であると遂に納得させた。アマン部長エリ・ゼイラは10月6日の4時30分、イスラエル指導部へ明確な戦争の警告を発した。アラブ側が18時に攻撃に出るとのアマンの結論は誤っており、実際には4時間の遅れをとる推定であった。イスラエル首相ゴルダ・メイアは国防相モーシェ・ダヤンに（参謀総長）ダビッド・エラザール将軍と、8時5分から1時間以上に渡る会合を持った。メイアは両人に見解の披露を求め、それらは食い違うものであった。ダヤンはなおも戦争は確実ではないと考えており、他方でエラザールは異なる考えの下、シリアに対する先制空爆を主張した。またダヤンは予備役の部分的な動員を提案し、一方でエラザールは合計で10万人から12万人の兵員に及ぶ、空軍全体と4個機甲師団の動員を推した。メイアはアメリカ合衆国からの支持を確実とするため先制空爆は行わないと述べて会合を終えたものの、動員の面ではエラザールに組し、予備役に動員令が出された。
アマンはイスラエル軍司令官連へ、交戦勃発のわずか9時間半前という、予定されていた24時間から48時間よりも相当に短い猶予での警告を発した。アラブ側は完全な奇襲を達成し、戦場での主導権を確保して、情報の戦いでは勝利を収めていた。

## 作戦の経過

### 10月6日（土） - 渡河

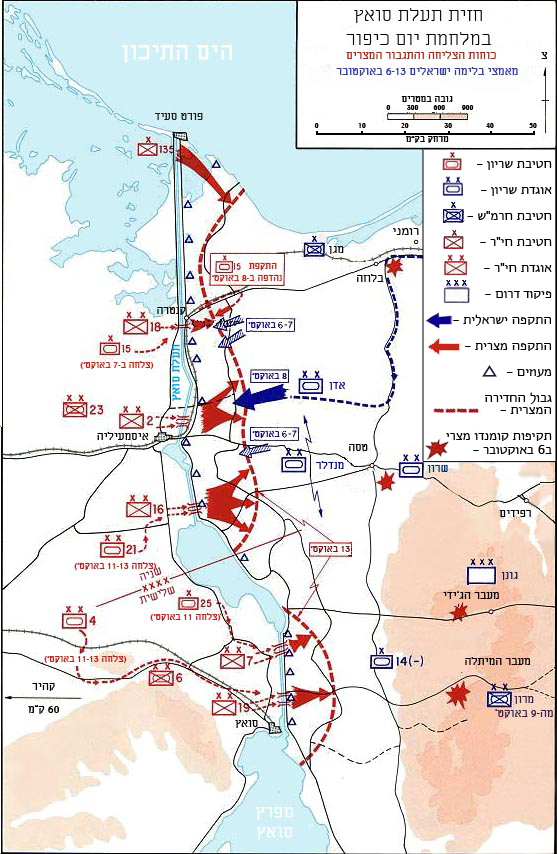
開戦後、10月6日から13日にかけての両軍の動向を示す図。エジプト第2軍の作戦区域で（北より）第18・第2・第16歩兵師団がグレート・ビター湖の北側から、第3軍の作戦区域で第7・第19歩兵師団が南側からスエズ運河東岸に展開した。

「バドル」は1973年10月6日14時に開始された。イスラエル側は4時間後の攻撃を想定していたので、バー＝レブ線に詰める任を帯びていた部隊はその一部のみが位置に就いており、また最北端の各要塞の数個小隊を除いては機甲戦力は皆無であった。防衛線上の16箇所の防塁が人員を満たしており、他の2箇所は部分的な充足であった。
MiG-21、MiG-17、Su-7を用いた、200機以上の航空機が参加し3箇所の飛行場、ホーク地対空ミサイル発射装置、3箇所の司令所、砲兵陣地や数箇所のレーダー基地を狙う大規模な空爆で、作戦が開始された。これに14時5分から開始された、バー＝レブ線と機甲戦力の集結地点や砲兵陣地に対する、野砲や榴弾砲、迫撃砲、戦車砲、B-10やB-11無反動砲を用いた2,000門近くからの砲撃が呼応した。152ミリ榴弾砲と130ミリ野砲はイスラエル軍砲兵に対する対砲兵攻撃任務に割り当てられた。53分間という史上最も長時間に数えられる一つとなった準備砲撃は、4度の集中砲撃に分割されていた。15分間に渡る最初の砲撃は、東岸の深さ1.5キロに至るまでの敵目標を狙った。最初の1分のみで1万500発と見積もられる砲弾がイスラエル側の目標に対して発射された。
準備砲撃の開始とともに、各戦車駆逐分遣隊――RPG-7ロケット弾、RPG-43手榴弾、AT-3サガー・ミサイルを携えた10名からなる班――が深さ1キロの展開に向けて運河を渡り、速やかに戦車停留所を占拠し、そして待ち伏せ攻撃を準備し地雷を敷設するため前進した。最初の砲撃が止むと、エジプト軍は22分間に渡る2回目の砲撃を、深さ1.5キロから3キロの目標に向けて開始した。14時20分のこの時点で、4,000名からなる襲撃歩兵部隊の第1波が渡河を開始した。2,500艘前後の筏と木製の舟が部隊を渡すため用いられた。遮蔽を提供するために渡河地点では煙幕缶が用いられた。10月5日の夜間に工兵が対岸の水中導管を塞ぎ、イスラエル軍による運河への可燃性油の放出と点火を阻んでいた。第1波は軽装で、RPG-7とストレラ2（SA-7）対空ミサイル、そして砂壁上に展開する縄梯子を携えていた。第1波には工兵と、増援の経路に待ち伏せを設置する任務を担うサーカ部隊（稲妻の意味、コマンド部隊）の数隊が含まれた。サーカ部隊はイスラエル側の戦力統率を阻むため指揮所や砲兵陣地を攻撃し、その間に工兵はイスラエル軍防御を囲む地雷原と有刺鉄線に突破口を設けた。直ちに彼らに続いて工兵が対岸に揚水機を運び、設置を開始した。この頃には空爆に参加したエジプト軍機が帰投し始めた。5機が失われていたが、当日の終わりにはこれが10機にまで増加した。空爆はビル・ギフガファとビル・タマダの両飛行場を48時間に渡って運用不能とし、ラス・ナスラニとビル・ハサナの両飛行場に損害を与えた。10器前後のホーク発射装置、少なくとも2門の175ミリ砲、ウム・カシブの電子妨害施設、そして様々なレーダー施設が破壊された。シナイ半島で他ただ一つの妨害用施設は戦線からかなり後方のエル・アリシュに位置しており、エジプト空軍は戦争のこの後を何らの地上からの通信干渉をも受けずに遂行できることとなった。1ダース以上のAS-5・ケルト・ミサイルもまた、Tu-16爆撃機から発射された。数発は撃墜されたものの、少なくとも5発が目標を捉え、これには輻射源検出装置を備えてイスラエル軍のレーダーを破壊した2発が含まれた。空爆の成功でエジプト軍は計画していた2度目の空爆を中止した。しかしながら別の記録によれば、エジプト空軍の18機が失われ、このような損失が第2波空爆の中止をもたらした。

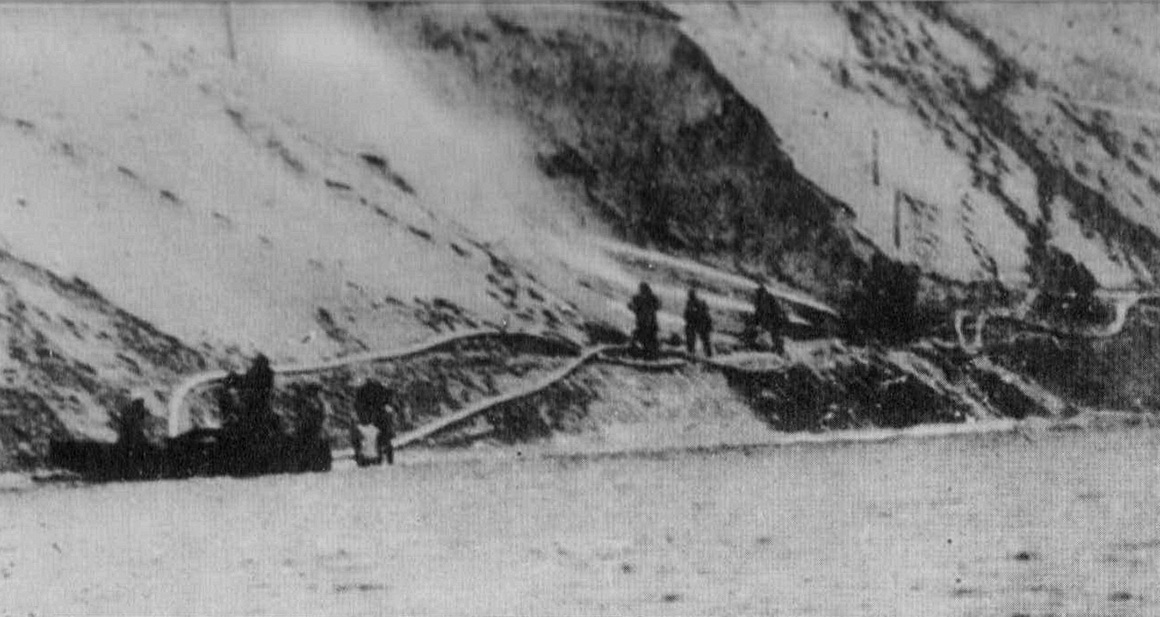
エジプト軍工兵が、イスラエル側の巨大な砂壁に間隙を切り開くため放水砲を用いる。（1973年10月）

グレート・ビター湖ではエジプト軍第130水陸旅団が渡河を行った。第602と第603機械化歩兵大隊の1,000名の人員で構成され、サガー対戦車大隊、対空大隊、20輌のPT-76戦車と100台の水陸両用装甲兵員輸送車を含み、部隊はギジとミトラの両峠道の入口で敵の施設を探索し破壊する任務を負っていた。スエズ運河全域に沿って立つ砂防壁は両ビター湖には存在せず、迎撃を被るようなイスラエル軍の防御や部隊は不在で、旅団は14時40分頃に何らの損害もなく対岸へ到達した。エジプト軍は進撃を阻む地雷原を発見し、工兵が経路を開くため作業を行った。
その後の16時前後に、第603大隊は地雷原の外れで再編成を行う中、ビター湖に面するバー＝レブ線の拠点である東キブリット（イスラエル軍の作戦上の名称は「ポツエル」）から到来した戦車の一団から攻撃された。大隊は第7師団傘下の戦車駆逐分遣隊による増強を受けており、2輌の戦車と3台の装甲車の破壊に成功したところでイスラエル側は後退した。次いで彼らの当初の任務は中止され、東キブリットの拠点（ポツエル拠点）を奪取するよう命令された。彼らは放棄された拠点を10月9日に占拠し、大隊は――孤立し、幾度となく攻撃に晒されたにもかかわらず――戦争のその後において保持した。第602大隊の方は日暮れからしばらくして東方への移動を開始し、そしてビター湖から15キロ（9.3マイル）ほどの距離で、アーティレリー道路上の戦車35輌からなるイスラエル軍大隊に遭遇した。大隊の76ミリ砲を装備した10輌のPT-76は、105ミリ砲を装備したイスラエル軍のより大型であるM48・パットン戦車の前に戦闘力でも数でも不利を囲った。手動誘導のサガーは夜間の運用が困難であり、またイスラエル軍戦車は目を眩ませるキセノン投光器を利用していた。開けたシナイ砂漠で捕捉された第602大隊は敗北を喫し、多数の戦車と装甲車を失い、またかなりの数の死傷者を出した。残存部隊は第3軍の戦線にまで退いた。数部隊が目標地点に到達したこともありうるが、これについては異論も存在する。

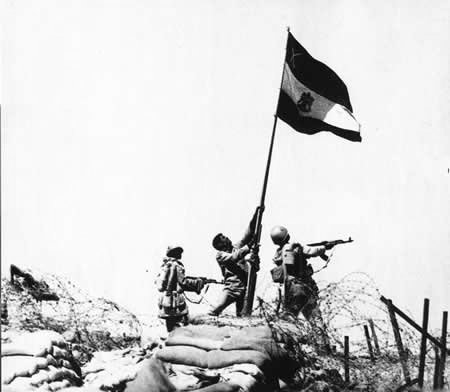
スエズ運河東岸にエジプト国旗を揚げるエジプト軍。（1973年10月）

エジプト軍は14時35分に運河の東岸でエジプト国旗を掲げた。この頃には中隊・大隊規模のイスラエル軍戦車や歩兵がバー＝レブ線に到達し始めていたものの、各持ち場への到着はエジプト軍の待ち伏せ攻撃で阻まれた。突破してきた戦車は西岸防塁からの射撃に曝された。14時45分、歩兵部隊の第2波が対岸へ上陸した。後続の歩兵の波は15分の間隔で到着した。しかし第4波の後は、疲労や舟の技術的問題が次第に間隔を広げていった。エジプト軍は予定を放棄し、対戦車班や戦闘に決定的な帰趨を及ぼしうる兵器類を優先した。水陸両用車両もまた装備を渡すために用いられた。木製の荷車が舟で東岸へ渡され、最初は積載物込みで砂壁の頂上へ運び上げられた。しかしこの手法は要領を得ないものと判り、荷車はまず空にされてから運び上げられ、次いで再び荷を積んで前線の部隊の下へ引いていかれた。荷車は東岸での軍需品の補給や移送を大いに容易とした。

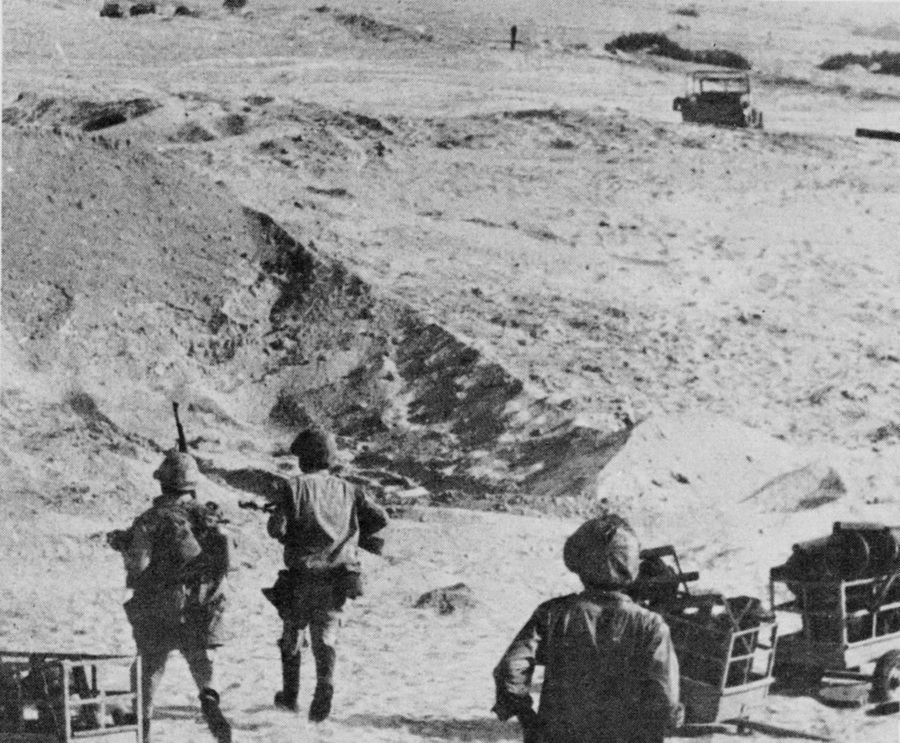
スエズ運河東岸のエジプト軍兵士と荷車。（1973年10月）

その間にイスラエル軍南部方面司令部は、ダン・ショムロンの予備機甲旅団による反撃を行うためにエジプト軍の主な攻撃先を割り出そうと試みたものの、実際には主な攻撃先とは存在しないものであった。結果として南部方面司令部は、確固とした行動を取らずに決定的な数時間を無為に費やした。戦術上の誤りは（アムノン・）レシェフが配下の戦車旅団を前方に進めた際にも顕著に示され、イスラエル軍指揮官連は事前の偵察をなおざりにし、部隊をエジプト軍の待ち伏せに飛び込ませる結果となった。奇襲に引き続いた混乱の中で、バー＝レブの駐留要員を退避させる試みはなされなかった。
15時30分、エジプト軍部隊がラフツァニット拠点を奪取してバー＝レブ線で最初に陥落した拠点とし、その頃には歩兵部隊は82ミリ・B-10と107ミリ・B-11ライフル砲による増強を受けていた。同じ頃、砂壁に向けた揚水機の操作を始めた工兵が1時間を経ずに最初の通行路を切り開き、またエジプト軍は架橋用装備を運河に向けて移動させた。16時30分には8回の襲撃波が10個歩兵旅団を5箇所の橋頭堡全てで渡河させており、その総数は2万3500名（各橋頭堡に4,700名前後）となった。各橋頭堡は平均して幅は6キロ（3と4分の3マイル）、深さは2キロ前後であった。この頃にはエジプト軍は高速の85ミリと100ミリの対戦車砲を東岸で運用していた。

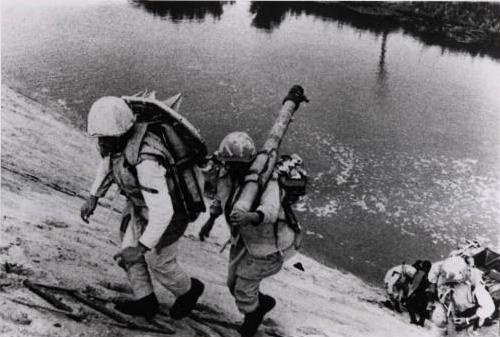
エジプト軍兵士がスエズ運河東岸の砂壁を登る。（1973年10月）

17時30分、開戦の3時間後に12番目で最終の歩兵部隊の波が渡河を行い、5箇所の橋頭堡全てにおける合計人数を3万2000名（各橋頭堡に6,400名前後）とした。この頃にはイスラエル軍の機甲戦力の損失は戦車100輌前後に達していた。イスラエル軍の損失の大きさはバー＝レブ線の僚友への到達を逸った点に端を発しており、彼らはエジプト軍兵士の激しい待ち伏せ攻撃に繰り返して遭遇した。
夕暮れの利点を活かして、17時50分に4個サーカ大隊が低空で飛行するヘリコプター群からシナイの深奥部に空挺投入された。サーカ部隊はイスラエルからの予備戦力を途上で阻害する目的を担っていた。ヘリコプター群は友軍SAMの射程を外れて航空支援は得られず、その多数が撃墜される結果となった。

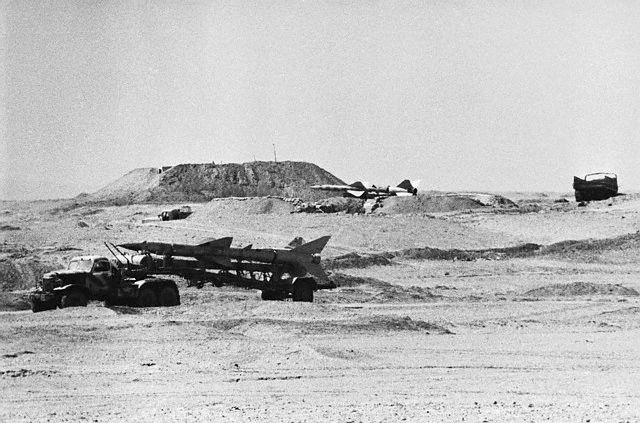
シナイ半島のエジプト軍地対空ミサイル・S-75（NATO名は「SA-2・ガイドライン」）。（1973年10月）

18時、西岸のエジプト軍の機甲戦力と対戦車部隊が渡河地点への移動を開始した。15分後、工兵が35箇所全ての船渡しの構築を完了し、破れ目の開通を待った。18時30分には橋頭堡は深さで5キロ（3マイル）近くに達していた。バー＝レブ線上のイスラエル軍砲座が排除されたので、固定式のSA-2とSA-3（対空ミサイル）部隊が前方へ移された。22時30分から真夜中過ぎの1時30分にかけて全ての橋――大型の8本と小型の4本――が架設され、渡し船とともに増援部隊の対岸への移送を開始した。運河の遠南部では第19師団の担当区域で、砂が泥と化して排除が困難となった。そこで4箇所の船渡しと3本の橋が当師団に割り当てられ、予定に7時間の遅れで展開した。橋は時折、それらを目標とするイスラエル軍の空爆を混乱させるため再配置された――エジプト軍は60箇所の経路を切り開いていたものの、運用する橋は12本に留まり、各橋が5箇所の経路中の1つへ移ることができた。夜を徹して翌朝に至るまで戦車や車両が運河を渡り続けた。野戦憲兵が色分けされた標識を用いて、このような膨大な交通量を管理する責を担った。

#### ポート・サイド地区
ポート・サイド地区はエジプト軍内で第2軍に属さない独立した指揮系統であった。ポート・サイド、ポート・フアドとその近傍が組み込まれていた。この地区には2個歩兵旅団が含まれた。地域での軍事作戦はブダペスト、オルカル、ラフツァニットの3箇所の堡塁に向けられた。前線のその他と同様に、準備砲撃で攻勢が始まった。しかしエジプト軍航空機が地区の空域を飛行していたので高い弾道の兵器は用いられず、イスラエル軍陣地への砲撃には直接照準射撃の砲のみが向けられた。
ラフツァニット拠点はポート・フアドから19キロ（12マイル）南にあり、攻撃に先立ってエジプト軍歩兵部隊により孤立させられ、彼らはイスラエル軍の増援の到着を妨げていた。15時、エジプト軍は拠点を取り巻く地雷原と有刺鉄線を突破し、その地点からおよそ1個中隊規模のエジプト軍部隊が防衛側を襲った。15時30分には、拠点はエジプト軍の支配下にあると宣言された。エジプト軍はまだイスラエル兵が占めている数か所の掩蔽壕の掃討に移り、相手の一部は火炎放射器と対峙し始めたところで投降した。18時にはエジプト軍は拠点を完全に掃討していた。（「ラフツァニット拠点の戦い」を参照）
オルカル拠点はポート・フアドから10キロ（6.2マイル）南にあり、同じく攻撃に先立って孤立させられていた。エジプト軍はポート・フアドから陸路で、またスエズ運河を横断して接近した。北側から取りつこうとした部隊が地雷原の突破に失敗し、運河を越えて攻撃する部隊は砂壁で敵の銃火に狙い撃ちされることとなり、攻撃は早々に頓挫した。そこで1個歩兵中隊が渡河して南側から攻撃を再開し、いくつかの陣地を占拠した。じきに増援がさらなる陣地の奪取を可能にした。10月7日、残存する防衛部隊は友軍に合流するため突破を試みたが、迎撃されて戦死するか捕虜とされた。

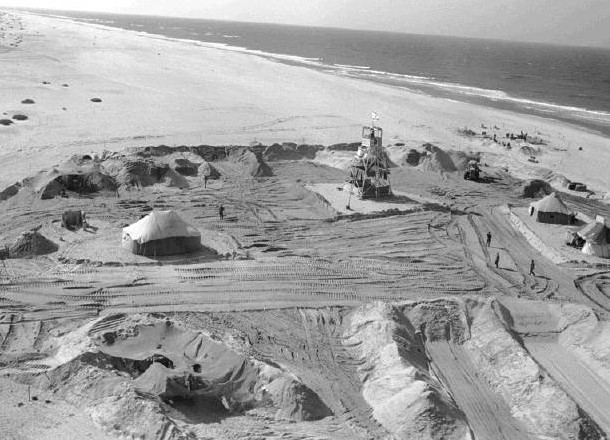
地中海に面したブダペスト拠点。（1973年）

ポート・フアドから南東の狭い帯地に位置したブダペスト拠点は、その二方向を水面に囲まれていた。拠点は14時に空爆と砲撃に晒された。増援が要塞に至る唯一の経路をサーカ部隊の1個中隊が遮断し、その間に1個大隊がポート・フアドから天然の遮蔽を欠いた狭い帯地を辿って前進し、攻撃に出た。大隊の攻撃は600メートル（2,000フィート）の広さの地雷原に遭い、泥沼にはまり込んだ。拠点はSAMの「傘」の範囲外にあり、部隊は程なくして航空攻撃に晒され、そして拠点駐留兵の頑強な抵抗に直面した。大隊は遂に攻撃を打ち切って後退し、拠点東側のサーカ部隊は4日間に渡って増援の拠点への到達を阻んだ後にやはり後退した。10月15日の新たな攻撃は成功に近づいたものの最後には失敗し、こうしてブダペスト拠点は、バー＝レブ線の中でイスラエル側の手中に留まる唯一の拠点となった。（「ブダペスト拠点の戦い」を参考）

#### 海での動き

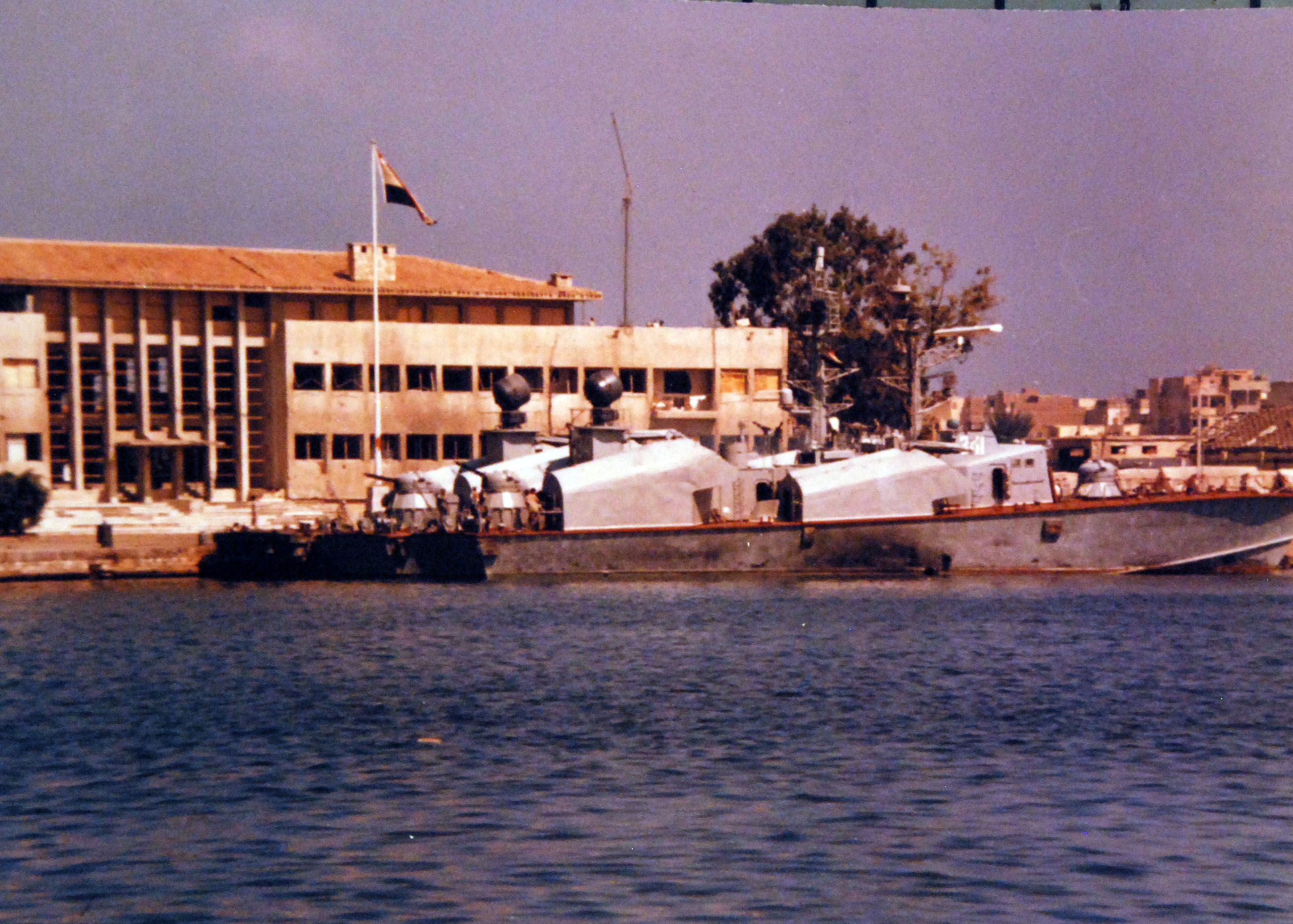
エジプト海軍の205型ミサイル艇（NATO名は「オーサ級」）。（ポート・サイド、1974年）

10月6日にはエジプト海軍任務部隊はバブ・エル・マンデブ海峡におり、そこで無線封止を解いた。「バドル作戦」が14時に始まると、フアド・アブ・ゼクリ提督は合言葉を用いて艦隊に封鎖を開始する許可を出した。エジプト軍潜水艦と駆逐艦がバブ・エル・マンデブを通ってエイラート港へ向かう船を拿捕し、紅海におけるイスラエルの海上航行は全て停止した。この封鎖はエジプトの戦略的な成功となり、イスラエルとバブ・エル・マンデブ間の長距離からイスラエル海軍と空軍は封鎖を解除できなかった。シナイ半島の油田からエイラート港へのイスラエルの石油輸送を妨げるため、スエズ湾の入り口には機雷が敷設された。歴史家ガマル・ハマドは地中海においても封鎖が実施されたと主張するものの、他の資料はこれに異を唱えている。封鎖の情報はイスラエルでは検閲に遭った。
封鎖の他にもエジプト海軍はいくつかの作戦を遂行した。ポート・サイドの沿岸砲座はブダペスト拠点とオルカル拠点を砲撃して準備攻撃に参加し、他方でスエズの沿岸砲座は第3軍に対峙する目標に打撃を加えた。ミサイル艇は地中海でルマナとラス・ベイロン、スエズ湾でラス・マサラとラス・シドル、そしてシャルム・エル・シェイクを砲撃した。海軍の潜水工作員がベライムの石油施設を襲い、大型掘削船を使用不能とした。

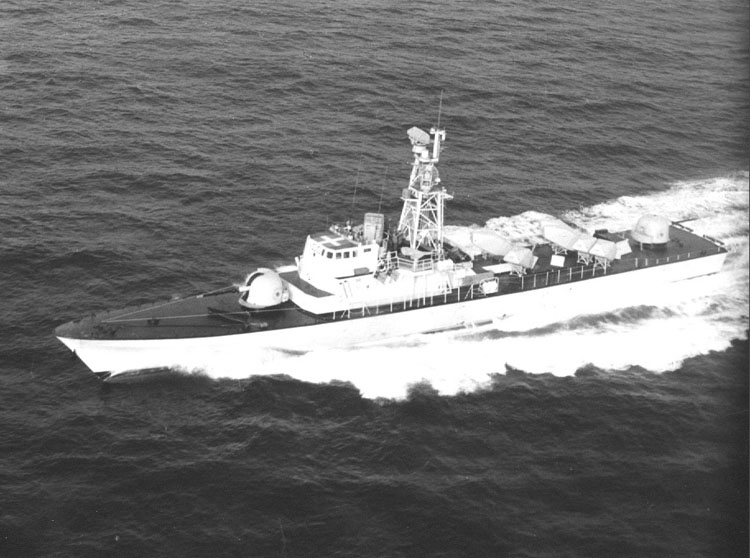
イスラエル海軍のサール4型ミサイル艇。（1973年）

ポート・サイドとディムヤート（ダミエッタ）港の間の沖合ではエジプト軍とイスラエル軍のミサイル艇による数度の海戦が発生し、その中には10月8日の、イスラエル軍ミサイル艇10隻の艦隊によるナイル河三角州地帯の沿岸部目標に対する砲撃の試みが含まれた。4隻のエジプト軍オーサ級ミサイル艇が相手の6隻と会敵して「バルティム沖（ダミエッタ沖）海戦」に至り、40分以内にエジプト軍ミサイル艇の3隻が撃沈され、イスラエル側には損害は生じなかった。エジプトは4隻のイスラエル軍「目標」を撃沈し、その3隻は彼らの見解では発動機付き魚雷艇で、1隻はミサイル艇であったと主張した。
ハイム・ヘルツォーグによると、イスラエルはエジプトに対する海上封鎖をもって対抗し、エジプト経済に損害を及ぼした。しかしながらエジプトの主要港――地中海のアレクサンドリアの港と、紅海のポート・サファガ――に至る海路は戦争の最中にも確保され、海運を受け入れていた。

### 10月7日（日）

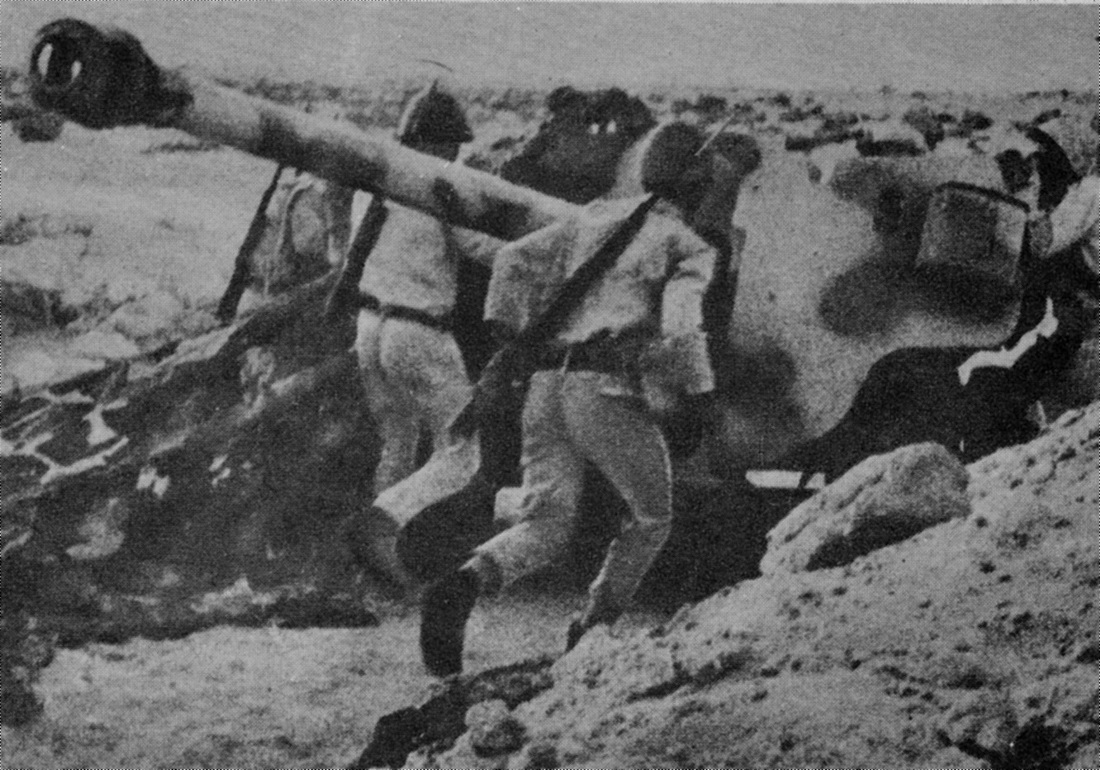
100ミリ野砲・M1944（BS-3）を操作するエジプト軍兵士。（1973年10月）

10月7日、日曜日の真夜中を過ぎて間もない未明に、今や戦車の援護を得たエジプト軍歩兵部隊は橋頭堡の拡大に向けて前進した。イスラエル軍の機甲編成はバー＝レブ線への到達を図る繰り返しの試みの中で大きな損害を受けており、統制を欠き混乱を来たしていた。それでも多数のイスラエル軍部隊がエジプト軍の前進へ頑強に抵抗した。10月6日から7日にかけての夜間には、2度に渡って戦車と歩兵の集団が橋頭堡を突破して運河の戦線に到達し、2本の橋に損傷を与えて多数の船渡しを破壊するに至った。しかし四方から包囲され、それらの部隊は程なくして壊滅した。夜明け前には橋頭堡は6キロから9キロ（3.7マイルから5.6マイル）の深さに達しており、攻撃側のイスラエル軍部隊は後退していた。東岸に充分な数の機甲戦力が遂に揃い、歩兵の増援部隊が渡河を開始した。10月7日の夜明けには合計で5万名（各橋頭堡におよそ1万名）と400輌のエジプト軍戦車が、スエズ運河を越えたシナイ半島で5箇所の橋頭堡を占めていた。イスラエル軍の反撃を予想し、エジプト軍部隊は再編成を行い塹壕を構築した。
ダビッド・エラザールはなおも（シュムエル・）ゴネンへ、まだ包囲されていない拠点からの兵士の退避を指示したものの、一方で10月7日にはほとんどのイスラエル軍防備が包囲下にあった。10月7日朝に至るまでのエジプト軍の損失は、280名の戦死と20輌の戦車の喪失に留まった。イスラエル軍の損失は遙かに重大であった。バー＝レブ線上の旅団は完全に包囲下にあり、その人員の大半が死傷し、他方で200名が捕虜とされていた。機甲戦力の損失は200輌から300輌の戦車喪失であった。ある資料は、朝までの損失を概算で200輌とするものの、エル・カンタラ周辺での防塁奪回や中央部と南部の一部防塁への到達を試みた数度の大隊規模の攻撃がさらに死傷者を出し、併せて50輌以上の戦車が失われたとしている。続く数日間に、バー＝レブ線の守備兵の一部はエジプト軍部隊を突破して自軍の戦線へ帰りつくことに成功し、あるいは後に行われた反撃でイスラエル軍部隊に救出された。
| （左より）第252師団長アルバート・マンドラー（ヘブライ語版）、第162師団長アブラハム・アダン、第143師団（ヘブライ語版）長アリエル・シャロン。マンドラーは10月13日、ギジ近傍でエジプト軍の砲撃もしくはミサイル攻撃に遭って戦死し、カルマン・マゲン（ヘブライ語版）が後任となった。 |  | （左より）第252師団長アルバート・マンドラー（ヘブライ語版）、第162師団長アブラハム・アダン、第143師団（ヘブライ語版）長アリエル・シャロン。マンドラーは10月13日、ギジ近傍でエジプト軍の砲撃もしくはミサイル攻撃に遭って戦死し、カルマン・マゲン（ヘブライ語版）が後任となった。 |  | （左より）第252師団長アルバート・マンドラー（ヘブライ語版）、第162師団長アブラハム・アダン、第143師団（ヘブライ語版）長アリエル・シャロン。マンドラーは10月13日、ギジ近傍でエジプト軍の砲撃もしくはミサイル攻撃に遭って戦死し、カルマン・マゲン（ヘブライ語版）が後任となった。 |
| （左より）第252師団長アルバート・マンドラー、第162師団長アブラハム・アダン、第143師団長アリエル・シャロン。マンドラーは10月13日、ギジ近傍でエジプト軍の砲撃もしくはミサイル攻撃に遭って戦死し、カルマン・マゲンが後任となった。                                                 |  | |  | |

イスラエル軍の損失の大きさが明らかになってくると、ゴネンは正午に運河から30キロ（19マイル）東方のラテラル道路上で防衛線を形成する決断を下し、配下の各師団長へそれに応じた展開を命じた。正午にはアブラハム・アダンの第162師団とアリエル・シャロンの第143師団傘下の部隊が前線に到着し始めた。そこでゴネンは前線を3個師団の指揮下に分割し、アダンが北部地区、シャロンが中央部地区、（アルバート・）マンドラーが南部地区に展開した。
空爆が終日続けられ、南部方面司令部は午後の間にIAF（イスラエル空軍）からの、7本の橋が利用不能とされて残りも午後には破壊されるとした楽観的な報告を受けていた。実際には破壊された橋の数本は囮であった。他方で本物の橋は損傷部分を速やかに修繕されて供用に戻されていた。10本の大型橋が渡河の間に架設され（南部の2本の橋は、架けられたものの利用はされなかった）。10月7日に至ってそれらの橋から5本が除かれて既に予備用とされていた2本と同様の扱いとなり、各師団に1本の大型橋と1本の小型橋が残された。
この日、エジプト軍は各橋頭堡を拡大し、14キロから15キロ（8.7マイルから9.3マイル）幅であった間隙を狭めた。その間に総司令部は東岸の自軍部隊の編成作業を行った。エジプト軍部隊は24時間分の物資とともに渡河を行っていた。日曜日にはそれら部隊への補給を行う必要が生じたものの、管理作業や補給を行う部隊は混乱を来たしており、南部方面では架橋に関する問題が当地域での補給活動をさらに妨げた。10月7日には起きていた激戦に比較的な小康状態がもたらされ、エジプト軍は戦場の管理を組織化できた。南方の第19師団の橋頭堡では3本の橋を架ける試みが全て、地勢の不利から断念された。師団向きの物資や増援は代わりに、比較して工兵が架橋に成功を収めていた北方の第7師団の橋へ移動された。
前線一帯での戦闘は当日のその後に全く停止していたものではなく、その大半が未だ抵抗を続ける包囲下のイスラエル軍防御や拠点の周辺で発生していた。一方で前日にシナイ半島へ空挺投入されたサーカ部隊は、前線に向かうイスラエル軍予備戦力との交戦を開始した。主要な作戦区域は中央部の山地の峠道、北部の沿岸道、そしてスエズ湾近辺であった。18機のヘリコプターで輸送された1個大隊が、スエズ湾の近傍タウフィク港の南でラス・スダル峠道を占拠した。移動中に4機のヘリコプターが撃墜されたものの、9名の乗員を含む生存者は大隊のその他との再合流に成功した。隊は戦争のその後に極度に困難な状況の中で当地点を維持し、イスラエル軍予備戦力に対して前線到達のための峠道利用を妨げた。2個中隊はシナイ中央部、タサとビル・ギフガファの間で定着を試みた。イスラエル軍の航空阻止が6機のヘリコプターに攻撃を受けた後の緊急着陸を行わせ、2機のヘリコプターは踵を返して後退した。緊急着陸が特に火傷による多数の死傷者を出し、生存者は友軍の戦線に向けて道を辿っていった。4機のヘリコプターのみが計画の着陸地点へ到達し、再飛行はできず、このような作戦の自殺的な性格を示すものとなった。当初の戦力の3分の1でありながら、サーカ部隊は8時間以上に渡ってイスラエル軍予備戦力を阻むことに成功した。両中隊は15名の士官を含む150名前後の戦死者を出し、ほとんど完全な潰滅を喫した。イスラエル軍の見積もりは、戦争の初日に10機から12機のヘリコプターを撃墜したと主張している。

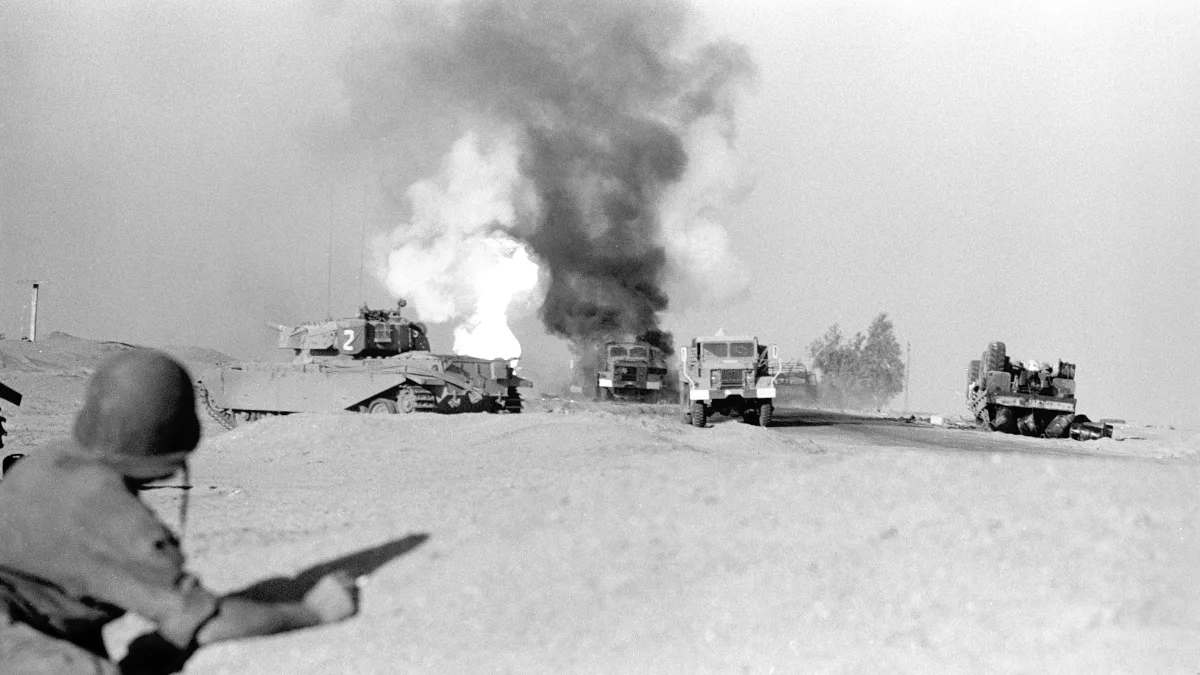
ナトケ・ニルが指揮する第217機甲旅団傘下の部隊が、エジプト軍コマンド部隊と遭遇する。（1973年10月）

シナイ半島北部では10月6日に、1個中隊がロマニ・バルーザ間の沿岸道路で位置に就いた。翌日にはアダンの師団傘下であるナトケ・ニル大佐の機甲旅団に待ち伏せ攻撃を加え、18輌前後の戦車とその他車両群を破壊した。沿岸道路は5時間以上に渡って封鎖された。イスラエル軍の空挺歩兵が機甲戦力の援護に投入され、続く戦闘でさらに12輌の戦車と6台のハーフトラックが破壊された。旅団の兵士30名程度が戦死し、一方でサーカ中隊では75名が死亡して失われた。イスラエル軍予備戦力の足止めに加えて、コマンド部隊は破壊活動作戦をも遂行した。
このような作戦に対する評価は大いに論議を呼んでいる。コマンド部隊は膨大な数の死傷者を出し、効果を挙げなかったといくつかの資料は主張する。しかしこれらの作戦が損害を与え、イスラエル軍の間に混乱や懸念を引き起こし、彼らがそのような脅威への対処に資源を転用して、その間に予備戦力が展開を遅らせたことは明らかである。あるイスラエル軍師団長（アダン）もまた、エジプトのサーカ部隊を称賛した。
エル・カンタラでもまた、第18師団傘下の部隊が市内や周辺でイスラエル軍部隊と会敵して激戦の地となった。早朝には師団長フアド・アジズ・ガリ准将は、当地に自らの司令所を設置できていた。近接戦闘に果ては白兵戦も発生し、エジプト軍は無人の市を建物毎に掃討していった。厳しい戦いとなり、そして10月7日の暮れには市とその周辺、また近傍の2箇所のバー＝レブ線堡塁がエジプト軍の支配下にあった。

#### ウム・ハシバのイスラエル軍会議

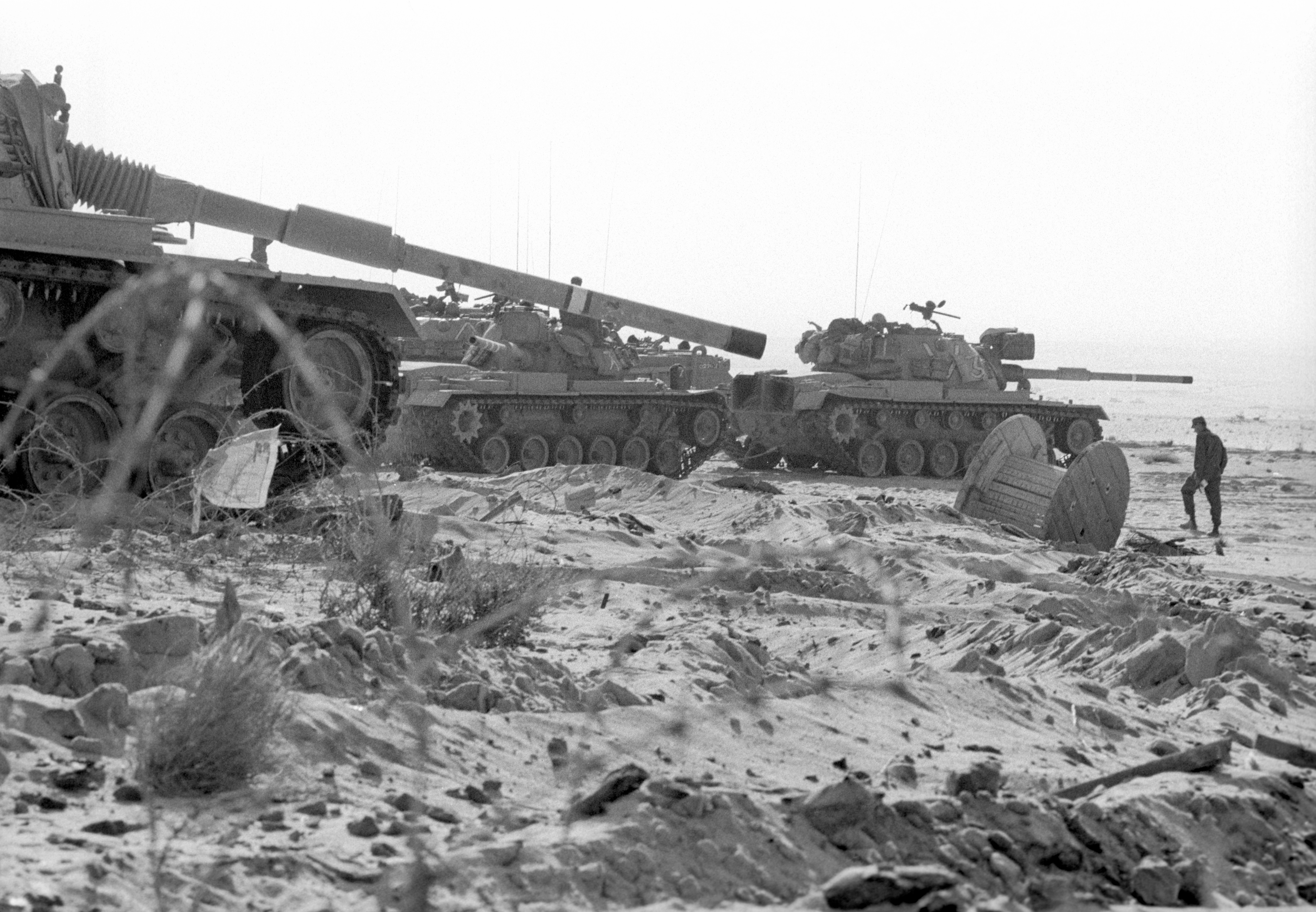
砂漠のイスラエル戦車群。（1973年）

IAF（イスラエル空軍）による成功の報告に力づけられたダビッド・エラザールは、イスラエル軍南部方面司令部への訪問を決めた。副官アヴナー・シャレフ中佐と元イスラエル軍参謀総長イツハク・ラビンが彼に同道した。エラザールは18時45分、ジェベル・ウム・ハシバにあるゴネンの前進司令所に到着した。主な出席者にゴネンとアダン、マンドラーがいた。シャロンは会合が切り上げられた後にようやく到着した。
会合ではエジプト軍の配置や意図に関して得られた情報の些少さ、そして歩兵と砲兵の払底から、運河沿いで包囲下にある各拠点からの近い将来の救出は不可能であるとの点で指揮官連は一致した。エジプト軍部隊を攻撃し彼らの態勢を崩す点では広範な合意があったものの、方法では意見が分かれた。南部方面司令部は10月8日の月曜日には640輌の戦車を保有すると見込まれ、その中から530輌が3個師団へ、アダンの下に200輌、シャロンの下に180輌、そしてマンドラーにはその損失の一部を補充した上で150輌が配分されることとなった。見積もりはエジプト軍の戦車数を400輌としたものの、実際には日曜の夜には800輌の戦車が運河を渡っていた。一見しての優位を踏まえ、正面攻撃を夜半に敢行し、アダンの第162師団がエル・カンタラで西岸に渡り、シャロンの第143師団は渡河してスエズ市に入るというのがゴネンの薦めであった。しかし歩兵戦力を欠いていたアダンは、さらなる予備戦力が前線に到着するまでは慎重に取り組むように説いた。
エラザールもまた用心に傾き、10月8日の朝に限定的な攻撃を行うことを決めた。アダンは南方へ第2軍を攻撃し、エジプト軍の対戦車兵器を避けるため運河からは3キロから5キロ（1.9マイルから3.1マイル）の距離を保つ。シャロンの師団はイスマイリアの地区に入り、必要な場合にアダンを援護するためタサに集結していたので、なお市に向けた探測行を続ける。依然として残されたのは、イスラエル軍の反撃下でのエジプト軍の崩壊といった場合における、イスラエル軍の逆渡河という問題であった。アダンが成功した暁にはシャロンは第3軍の橋頭堡をアダンと同様の形で攻撃し、次いで西岸に渡る。マンドラーは守勢を保ち、戦闘で大損害を被り数ダースの戦車数にまで落ち込んでいた配下師団を再編する。エラザールは渡河や拠点到達の試みが自らの許可なくしては行われないことを明確に強調した。会合は22時に終了した。
その後、シャロンは会合全体に参加し損ねて到着した。エラザールが去った後にゴネンや他の指揮官連と話し、シャロンは包囲下の各拠点を救出するため直ちに攻撃に出るよう勧めた。過去14時間から16時間に渡るイスラエル軍の行動様式がそのようであって、成果を挙げなかったとゴネンは指摘した。それでも彼はシャロンを真っ向から退けはせず、夜明けの6時前にはこの件に最終的な決断を下すと約束して、実際のところ彼にそのような攻撃への準備を行うよう述べた。にもかかわらず、翌日には限定的攻撃という当初の計画にシャロンは従うこととなる。

### 10月8日（月）

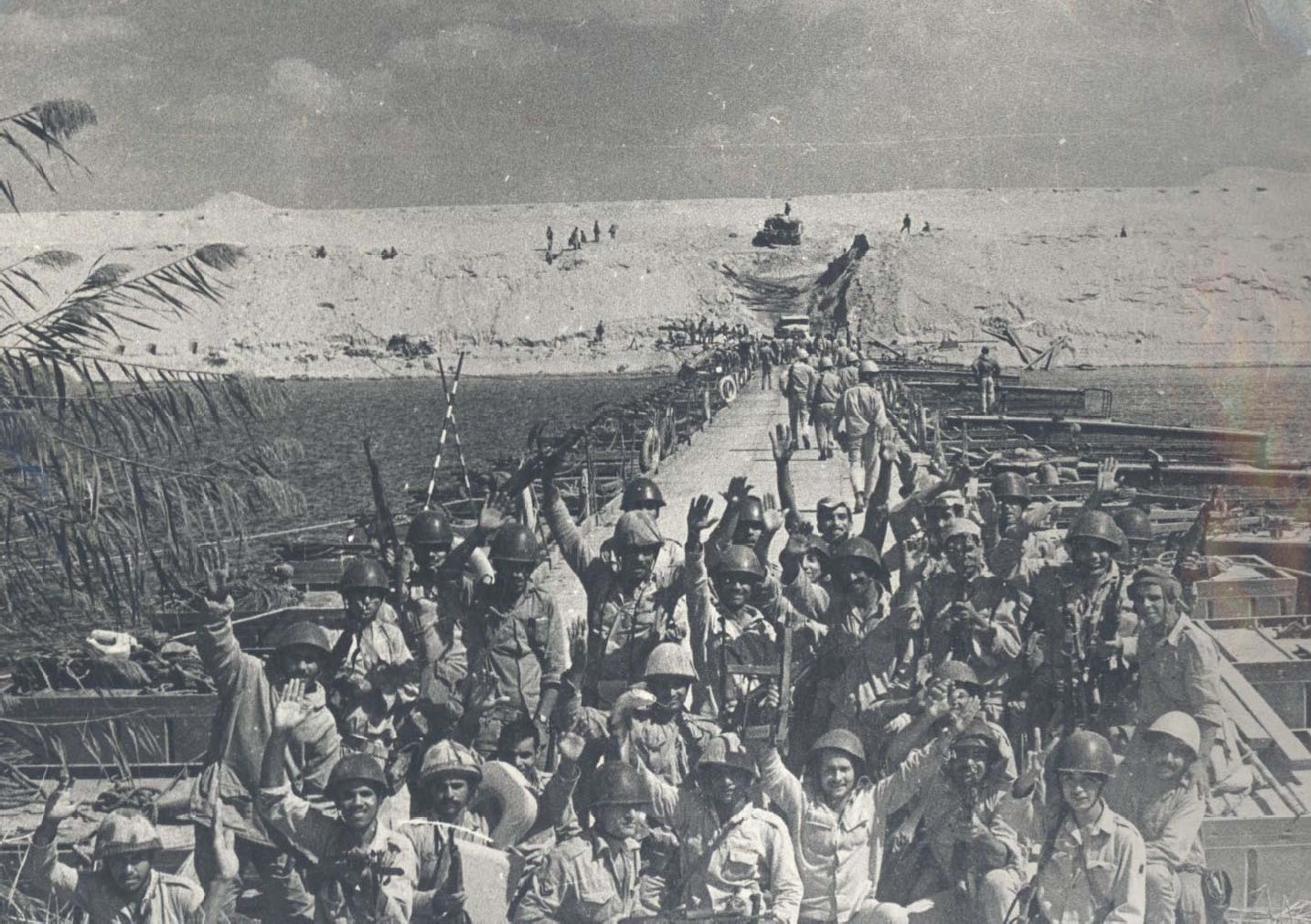
スエズ運河上の仮設浮橋とエジプト軍兵士。（1973年10月）

5箇所の師団規模の（エジプト軍）橋頭堡は、10月8日の月曜日には2箇所の軍規模の橋頭堡に統合された。3個師団を擁する第2軍が北のエル・カンタラから南はデベルゾアルまでを占め、一方で2個師団を擁する第3軍が両ビター湖の南端からタウフィク港の南東地点（運河の末端部）までを占めていた。これら2箇所の橋頭堡は車両を隠しまた塹壕に身を置く、合計で9万名の兵士と980輌の戦車を組み込んでいた。各師団は「バドル作戦」に合わせて2個歩兵旅団を先鋒の梯団に、そして1個機械化歩兵旅団を後続の梯団に展開していた。1個機甲旅団が予備戦力であった。エジプト軍は戦線に沿ってサガーATGM、RPG、B-10やB-11対戦車無反動砲を用いる対戦車防衛網を築いていた。
夜明け時に、第2軍傘下の第2師団と第16師団が橋頭堡間の間隙を詰める中で同士討ちの事件が発生した。隆起の頂へ到達する際に、両師団傘下の2個戦車小隊が460メートル（1,510フィート）の距離で対峙した。戦車の乗員は大いに気を逸らせ、直ちに射撃を開始した。両小隊ともに3輌中2輌の戦車を数分内の直撃で失い、数名が死亡した。
シャズリーは朝早くイスラエル軍の攻撃の前に、状況を評価するため前線を訪問した。彼は第2軍司令部に到着して状況報告を受け、次いで第2師団の前進司令所に赴き、ハッサン・アブ・サーダ准将と会見して前線部隊を視察した。兵士の多くは二晩に渡って睡眠を取っていなかったものの、渡河の成功が士気を高揚させ、彼の表現するところでは強壮剤となっていた。

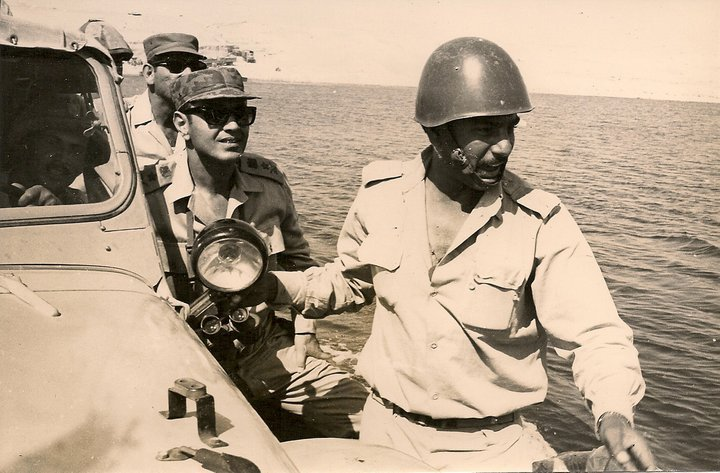
スエズ運河東岸の視察に赴くシャズリー参謀総長（右から2人目）。（1973年10月8日）

シャズリーは次いで南方、往来がほとんど停止していた第3軍区域内の第7師団の橋頭堡へ向かった。シャズリーは第7師団長の（アフメド・）バダウィ准将と会見し、相手はさらなる南方で第19師団の工兵隊が経験した架橋の問題と、それを受けて第3軍の補給物資や増援が既に混雑中の第7師団向けの各橋に全て送られ、間断のない渋滞を生んだ件を告げた。日曜日の小康状態にもかかわらず、事態はなお改善されていなかった。兵士や戦車乗員は所属部隊と連絡不通となり、遂には決められていた自らの位置が判らずに事態を複雑化させた。多数の部隊が物資を欠乏させ、一部は食料や水の補充のために運河の西岸へ戻りさえしていた。
第2・第3野戦軍の工兵隊長と協議し、シャズリーはIAFが大損害を出しながらも多数の橋の構成部分を破壊しており、エジプト軍にとっては3本の大型橋の喪失に相当し、既に運河に架けられている5本と並んで予備に4本が残るのみと知るに至った。これで今後の日々や週における補給への懸念が持ち上がった。シャズリーは次いで、土や砂を用いて運河に3本の橋を構築する可能性を議論した。これにより空爆や砲撃に動じない土手道が造られるというのであった。彼がこの考えを議論した第3軍の工兵隊長は、充分な数のブルドーザーがあれば1週間で土手道を構築できると自信を示した。

#### イスラエル軍の反撃

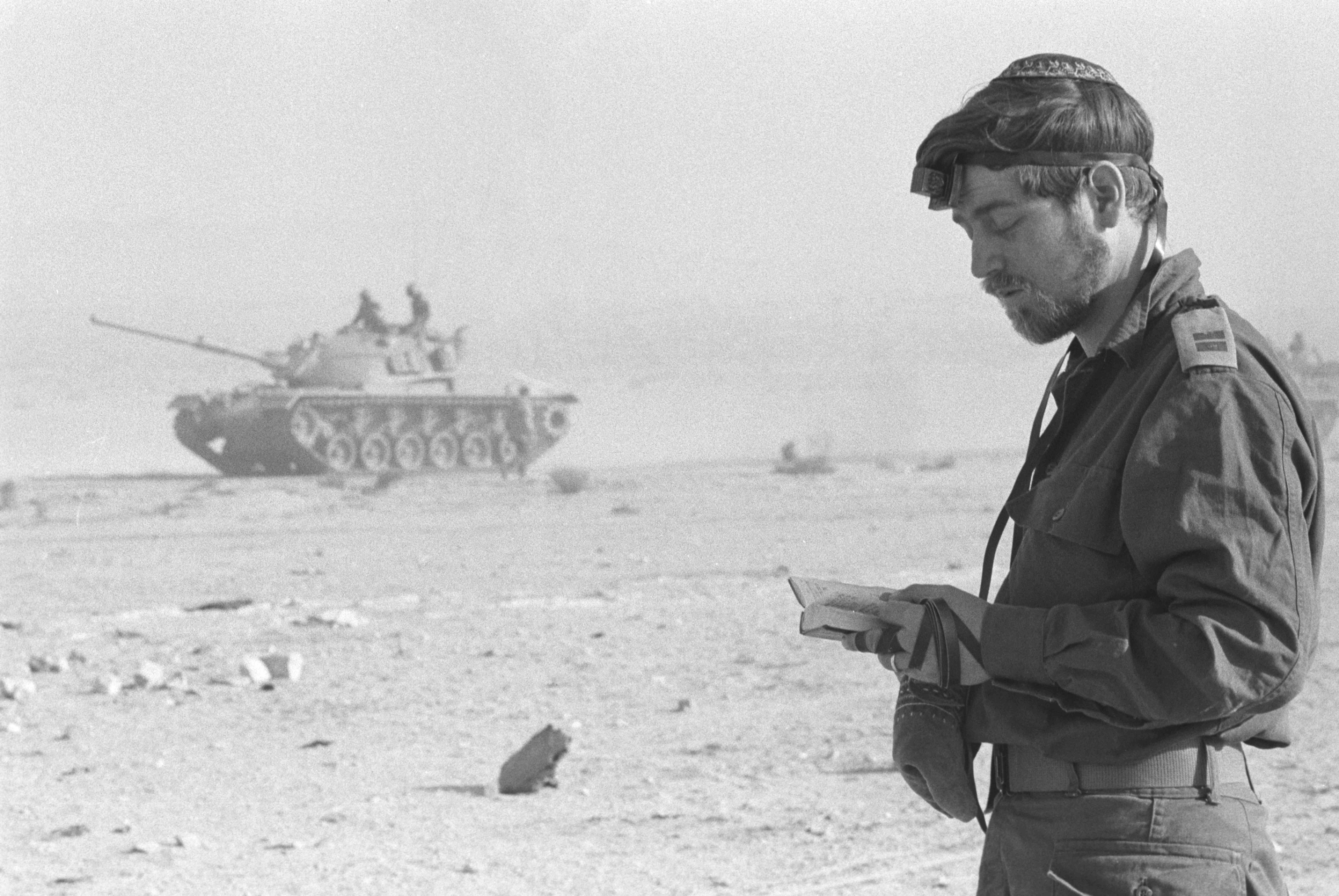
シナイ半島に配備された第274機甲旅団の士官エフライム・ハミエルが、屋外で祈りを捧げる。（1973年10月）

10月8日の真夜中を過ぎて間もなく、エジプト軍の差し迫る崩壊を予測する楽観的な前線報告が、ゴネンに攻撃計画を変更させた。アダンは今や、フィルダンやイスマイリアの拠点に向けた攻撃を行うことになった。この変更は正確な戦術情報に基づいて行われてはおらず、当日のその後にイスラエル軍指揮官連の間で多少の混乱を引き起こすに至る。
アダンの第162機甲師団は北方のバルーザ・タサ間道路に沿って展開した。彼の師団はナトケ・ニル大佐の戦車71輌を擁する機甲旅団、ガビ・アミールのM60戦車50輌を擁する旅団、アリエ・カレンの戦車62輌を擁する旅団（いまだ地区に向かう途上であった）で構成され、合計で戦車183輌を備えていた。アダンは今なお、アミールの旅団をレキシコンとアーティレリーの各道路（前者は運河のすぐ脇を通り、後者はその10キロから15キロ（6.9マイルから9.3マイル）東方であった）の間で南下させ、フィルダンに対峙するヒザヨン拠点とイスマイリアに対峙するプルカン拠点とに接触する地点に旅団を到着させて、エジプト軍の対戦車兵器を回避する計画を持っていた。ニルは同様の形で移動し、プルカンと接触する。カレンはアーティレリー道路の東方を移動し、配下旅団を両ビター湖の北端部でマツメド拠点に対峙する位置に置く。44輌のスーパー・シャーマン戦車を擁する1個機械化歩兵旅団が、朝遅くには攻撃に加わる見込みであった。IAFはシリア戦線に注力しており、この攻撃に航空支援はほとんど、あるいは全く得られないことになっていた。

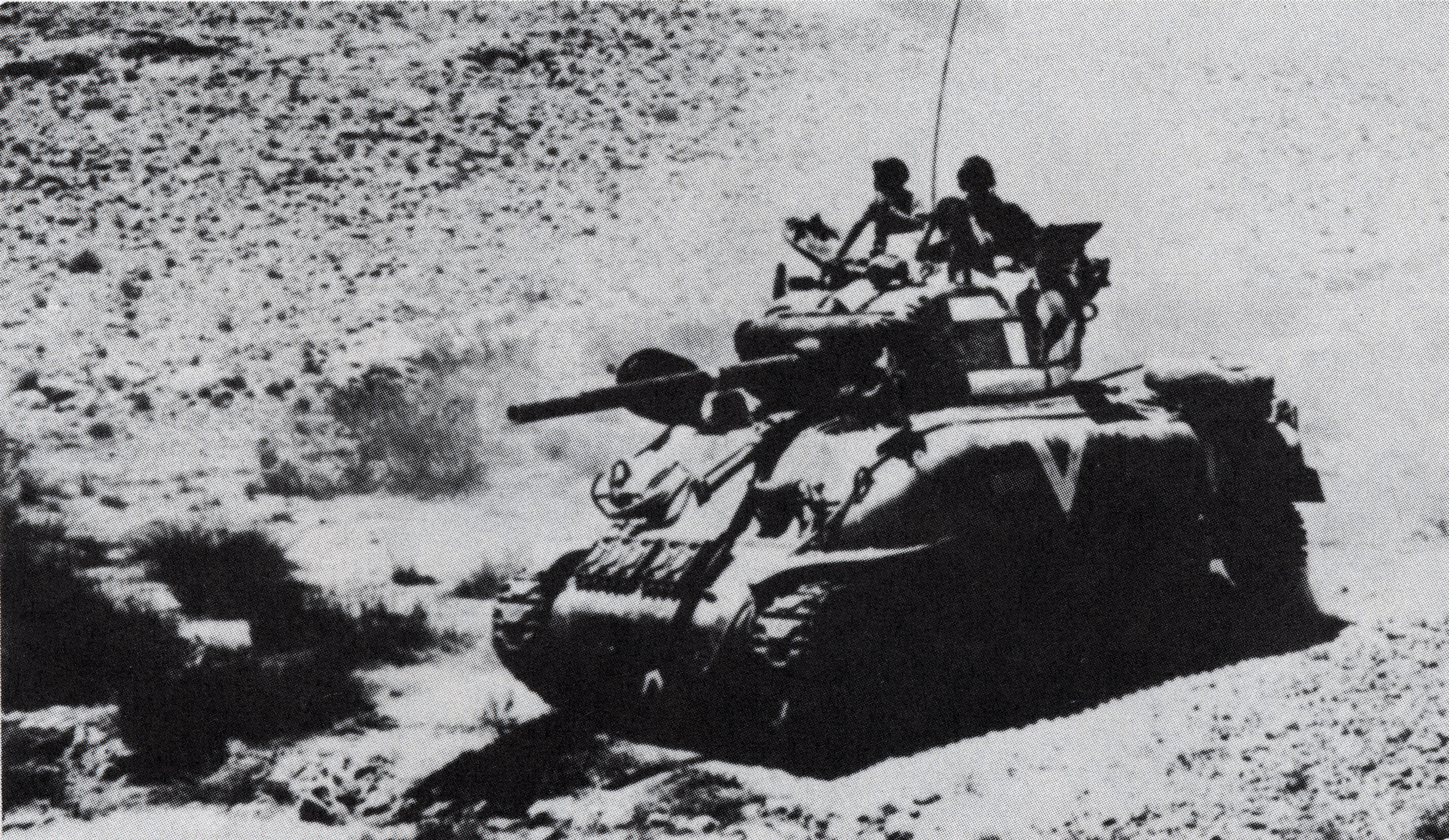
イスラエル軍のスーパー・シャーマン戦車。（1973年10月）

7時53分、イスラエル軍の攻撃が開始される数分前に、エル・カンタラ近傍のイスラエル軍部隊は、当市とその周辺の確保を図っていたエジプト軍第18師団の右翼側を構成する1個旅団と激しく交戦するに至った。フアド（・アジズ・ガリ）師団長はT-62戦車の2個中隊で旅団を援護した。この地区のイスラエル軍部隊が側面を衝かれることを避けるため、ゴネンはニルに対してエル・カンタラ近傍に留まり、エジプト軍の攻撃の封じ込めを援護するよう命じた。これでアダンには攻撃の遂行にあたって、アミール指揮下の戦車50輌のみが残された。
アミールは8時6分に南進を開始し、アダンの合図を受けて拠点へ到達するよう準備する命令を受けた。カレンはいまだこの地区へ向かう途上であった。彼の旅団は到着した暁にはマツメド方面に向けて第16師団の橋頭堡に対する攻撃を敢行することになっていた。しかしアミールは誘導を誤り、運河から3キロ（1.9マイル）の距離ではなく、15キロ（9.3マイル）離れたアーティレリー道路に沿って移動した。これでアミールはアダンが計画していた北から南への側面を衝く機動ではなく、東から西の方向への正面攻撃を余儀なくされることになる。

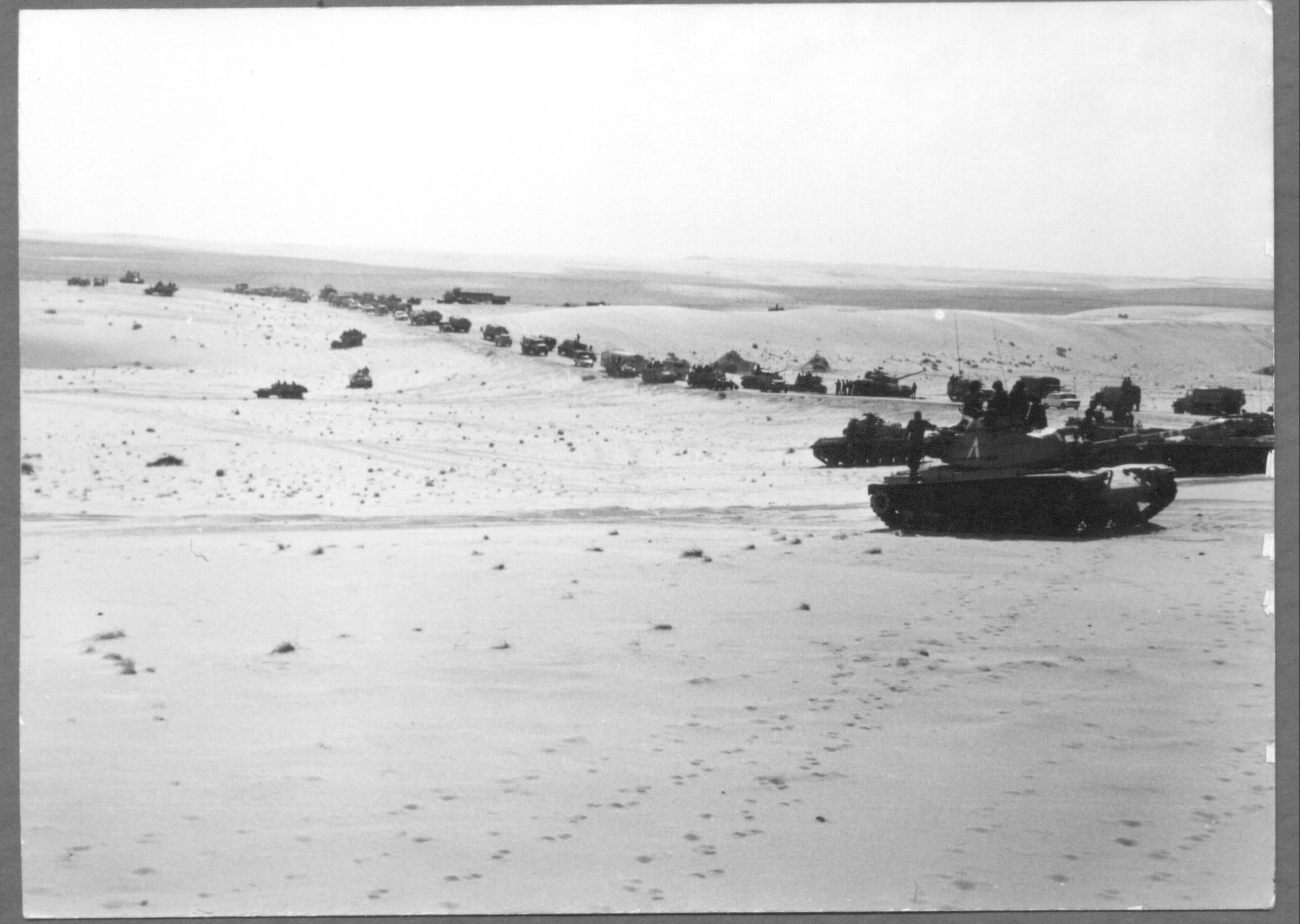
シナイ半島の砂漠で攻撃に向けて備えるイスラエル軍機甲部隊。（1973年10月）

アミールの旅団は9時に、アーティレリー道路とフィルダン橋の間の平野部に到着し始めた。ここまではエジプト軍の目立った抵抗には遭遇していなかった。旅団は（エジプト軍）第2師団の橋頭堡を攻撃する目標を携えていた。アブ・サーダ師団長は第24機甲旅団を師団の予備戦力として備えていたものの、これはイスラエル軍による突破の場合にのみ彼が投入しうる存在であった。ゴネンはアダンへヒザヨン拠点への到達を望み、9時55分にテル・アビブのエラザールと連絡を取り、運河を渡る許可を求めた。ゴネンは不利な報告を軽視あるいは無視して、エラザールには前向きな進展のみを伝えた。会合中であったエラザールは補佐役を通じてゴネンと対話し、渡河を認め、併せてシャロンの師団が南下する許可を出した。
10時40分、ゴネンはアダンへ西岸に渡るように、そしてシャロンにはスエズ市方面へ向かうように命じた。戦力を欠乏させ、アダンは自らの南側側面を護るためシャロンが1個大隊を派遣するように求めた。ゴネンは同意したがシャロンはそれに従わず、結果として後にいくつかの枢要な地点がエジプト軍の手に落ちることとなる。
攻撃開始の直前に、アミール配下の大隊の片方（アミール・ヨッフェ中佐の指揮）が弾薬と燃料の再供給を受けるため後退した。もう一方の大隊（ハイム・アディニ中佐の指揮）は11時に攻撃に移った。121輌の戦車によるものとして計画されていた攻撃を、25輌程度の戦車が遂行した。イスラエル軍は最初のエジプト軍部隊を突破し、運河から800メートル（2,600フィート）以内にまで前進した。ここにきてイスラエル軍は対戦車兵器、野砲や戦車からの激しい砲火に曝された。大隊は数分の間に18輌の戦車を失い、戦車長の大半が戦死あるいは負傷した。
この頃にはニルは1個大隊を後に残してエル・カンタラから後退しており、12時30分には2個戦車大隊をもってフィルダン橋の向かいに到着した。アミールとニルが攻撃計画を議論する間にカレンが到着し、アダンは彼へ、プルカンに向けて攻撃を行いニルとアミールを援護するよう命じた。その間にシャロンはタサを後にしてスエズ市へ向かい、ハマディアやキシュフといった枢要な隆起部を保持するために偵察中隊の1隊のみを残していったものの、ハムタルといった北方面の丘陵は対象ではなかった。代わりにカレンの旅団がそれらの地区について責任を引き受けたものの、シャロンの行動はアダンの位置をさらに危険に晒した。
アミールの旅団は今や1個大隊にまで減じており、それがニルの戦車50輌の旅団とともに攻撃を行うこととなった。アミールにとっては意想外にも、戦車25輌からなるエリヤシブ・シムシ中佐が指揮する予備機甲大隊が、カレンの旅団へ向かう途上にこの地区へ到着した。戦力を欠いていたアミールはアダンの許可を得てシムシの大隊を徴発し、フィルダン橋へのニルの攻撃に援護射撃を提供するよう彼に命じた。

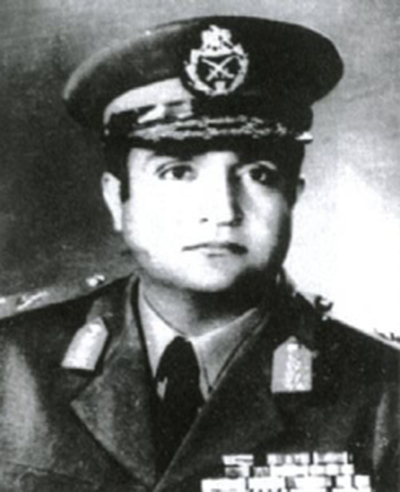
エジプト軍第2師団長ハッサン・アブ・サーダ。

13時前後に（エジプト軍）第2師団の偵察班が、橋頭堡の北東に集結しつつある75輌前後の戦車を発見した。10分後、エジプト軍はヘブライ語の無線通信を傍受した。ニルが自らの上官へ、20分以内に攻撃準備が整うと連絡していた。残された時間がほとんどなく、アブ・サーダは危険を背負った行動を決意した。前線の最も脆弱な部分である配下の前衛2個旅団の間隙に攻撃が向けられると正しく推断し、彼はイスラエル軍部隊を自らの橋頭堡の中へ、運河から3キロ以内に至るまで引きつけておき、次いで配下の対戦車予備戦力を全て動員して四方から交戦する計画を練った。13時30分、アミールとニルの旅団による攻撃が開始された。両旅団間の調整の不在と連絡の困難が攻撃の妨げとなった。ニル配下の2個大隊は同時に2個の梯団をもって攻撃した。エジプト軍はイスラエル軍に前進させ、次いで彼らを包囲した。準備されていた「殲滅地帯」へ攻撃側が差しかかると、第24旅団のエジプト軍機甲戦力が先頭の戦車群へ射撃を開始し、イスラエル軍部隊の両側面から歩兵の対戦車兵器がそれを補い、戦車追跡分遣隊が後方から攻撃した。13分とかからずに、イスラエル軍部隊の大半が撃滅された――エジプト軍は50輌以上の戦車を破壊し、8輌を完全な状態で奪取したのであった。捕虜とされた者の中には大隊長アサフ・ヤグリ中佐もおり、彼の部隊は32名を戦死で失っていた。攻撃の終了時、ニルには自らの車輛も含めてわずか4輌の作戦行動が可能な戦車が残されていた。ニルの右翼側から攻撃していたガビ・アミールの大隊は、頑強な抵抗に遭遇して前進の停止を強いられた。アミールは数度に渡って航空支援を要請したものの、一度も得ることはなかった。

#### エジプト軍の前進

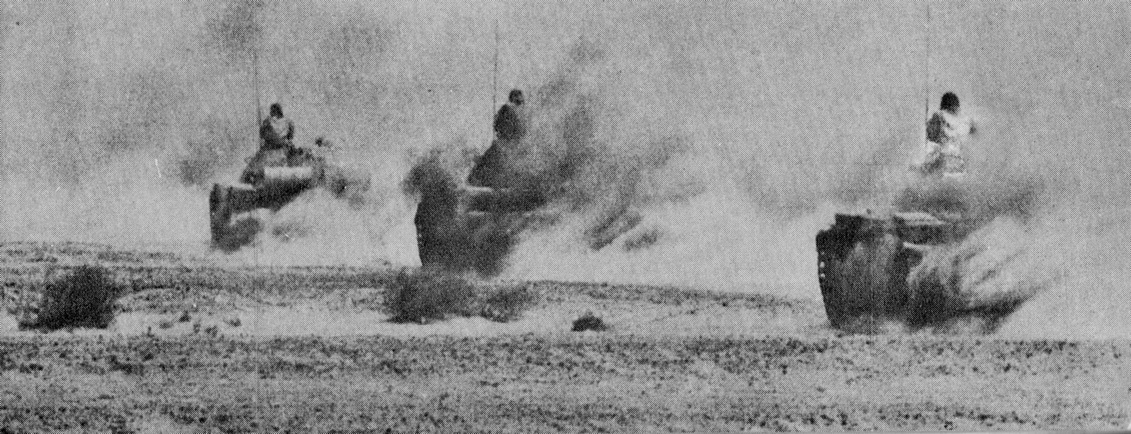
シナイ半島の砂漠を進むエジプト軍戦車の列。（1973年）

「バドル作戦」は10月8日に各橋頭堡の拡大を求めていた。これを達成するため、5個歩兵師団が各個に戦力を再編する必要があった。師団戦列の第二梯団に位置する機械化歩兵旅団が、先鋒の2個歩兵旅団の間へ前進することとなった。こうして機械化旅団が第一線を形成し、2個歩兵旅団が第二線を形成し、予備機甲旅団が第三梯団を構成することとなるものであった。
8日の午後にかけて、エジプト軍の砲撃と空爆が戦線全域に渡り、対峙するイスラエル軍部隊に向けて行われた。自らが反撃の途上にあると信じていたイスラエル側は、エジプト軍部隊が前進する光景に驚いた。アーティレリー道路を支配下に収めるに必要な12キロ（7.5マイル）の目標に全エジプト軍部隊が到達しえたものではなかったにせよ、各師団は9キロ（5.6マイル）以上の深さで位置を占めた。第2軍の地区では第16歩兵師団が最も成功を収め、14時から16時30分に至るまで続いた戦闘の後にマフシル、テレビジア、ミズーリ、ハムタルの各戦略的地点を占拠した。ハムタルは運河から15キロ（9.3マイル）の距離にあり、イスマイリア道路とアーティレリー道路の交差点を見渡していた。これらの地点への配下旅団の攻撃を指揮する間に、アディル・ユスリ准将は片脚を失った。最も深い突破は第3軍の地区で、当箇所では橋頭堡が18キロ（11マイル）近くに達した。エジプト軍はまた、いくつかのバー＝レブ線の堡塁を追加で奪取した。

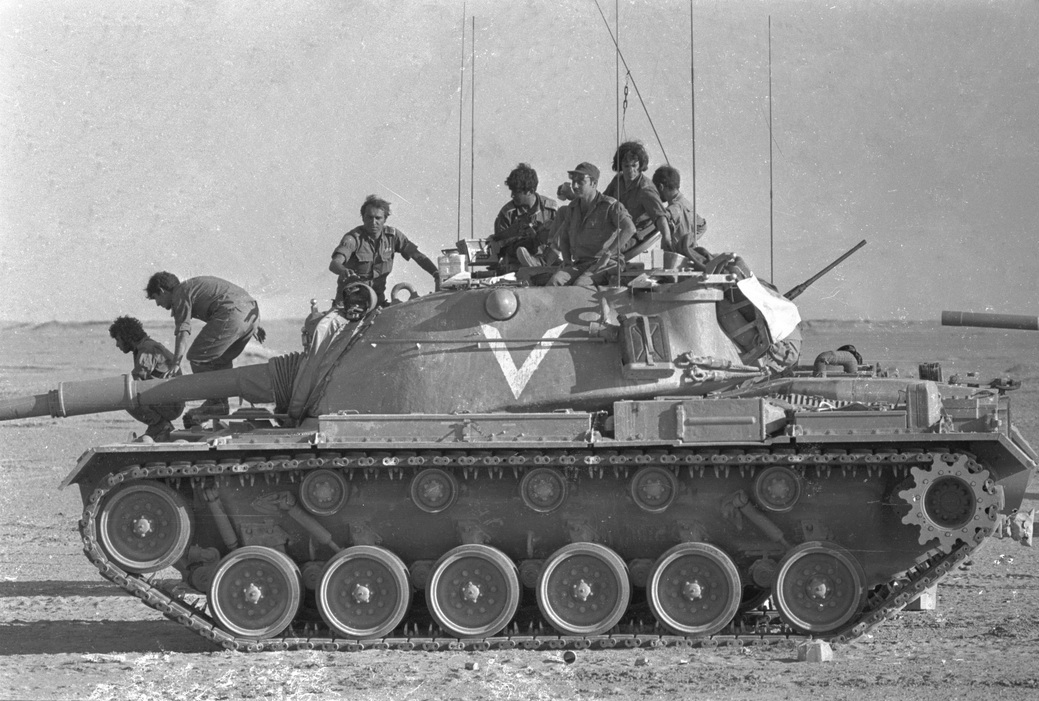
ハイム・エレツが指揮する第421機甲旅団のM48戦車。（1973年10月）

イスラエル軍はここで失地回復の試みに出た。カレンの旅団がハムタル丘陵への強襲のために組織された。1個大隊が援護射撃を行う間に、ダン・サピールとアミール（旅団長ガビ・アミールとは別人）の両中佐が率いる2個大隊が27輌の戦車で攻撃をしかけた。エジプト軍陣地から1,000メートル（3,300フィート）付近でダン・サピールの戦車は直撃を被って彼は戦死し、配下大隊の攻撃を中断させた。アミールの大隊は7輌の戦車を失った後、日没まで戦闘を続行した。
アダンの立場の深刻さを悟り始めたゴネンは、14時45分にシャロンへ後退して当初の位置まで戻るよう命じた。（ハイム・）エレツの機甲旅団がカレンに支援を提供するため到着したものの、指揮官の間における調整の不調がハムタル丘陵を奪取するさらなる試みの失敗に繋がった。この日の終わりには、アダンの師団のみでも100輌前後の戦車を失っていた。

## 余波
「バドル作戦」はシナイ半島における第四次中東戦争（十月戦争、ヨム・キプール戦争）の最初の戦いであり、イスラエル軍に対するアラブのここ数年来で初となる重大な勝利であった。
10月8日の師団規模の反攻を撃退し、15キロ前後の深さの橋頭堡を東岸に構築して、エジプト軍は「バドル作戦」の目標を達成した。戦争開始時には、アメリカ国務長官ヘンリー・キッシンジャーは装備で勝るイスラエル軍が数日内に勝利を確保するものと信じており、そこで国際連合安全保障理事会における停戦の引き延ばしを試みた。しかしながら、10月8日の反撃はアメリカ側の予想に反する結果となった。10月9日の朝、駐アメリカ・イスラエル大使シムハ・ディニッツからイスラエル軍の損害規模を聞かされたキッシンジャーは驚き、「説明して頂きたいのだが、どうやってエジプト軍相手に400輌の戦車を失ったというのですか？」と尋ねた。イスラエルの切迫した状況を強調し、イスラエルの損害を補填する空輸をアメリカに開始させるため、エジプトとシリアに対する核兵器の使用をもってディニッツがキッシンジャーを威圧したことはありうる。同日の後になってキッシンジャーはディニッツへ、アメリカ大統領リチャード・ニクソンによる「ニッケル・グラス作戦」――イスラエルの物資面の損害を全て補填する狙いであった――の開始決定を伝えた。

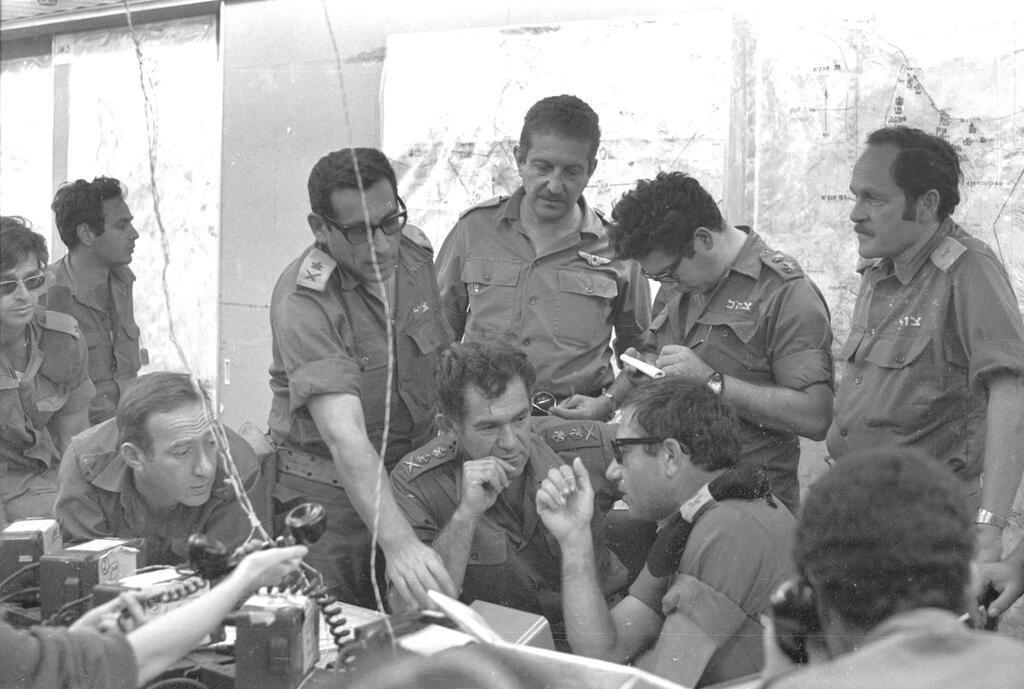
イスラエル南部方面軍の司令所でシュムエル・ゴネン（前列右から2人目）、ダビッド・エラザール（同右から3人目）、アヴナー・シャレフ（後列右から2人目）、エゼル・ヴァイツマン（同右から3人目）、レハバム・ゼエビ（同右から4人目）らが話し合う。（1973年10月）

キッシンジャーや多くのIDF士官のシナイ半島戦線に関する優勢な見解は、流れが速やかに自陣営の有利に傾くであろうというものであった。従って、10月8日の戦闘経過は衝撃をもたらした。諸般を考慮したゴネンは「1967年のエジプト軍ではない」と述べた。10月8日夜の記者会見では、エラザールは反撃が撃退されたことを知らないままに、エジプト軍の撃滅が進行中であり、IDFはじきに「彼ら（アラブ軍人）の骨をへし折る」であろうと主張した。彼は後にこのような言明を悔やむこととなる。イスラエル軍指揮官連はゴネンの能力を疑い始めた。10月9日の真夜中過ぎ、イスラエル軍指揮官連との会合でエラザールは、とりわけシナイ半島の残存戦車数が400輌のみという点から、シリア軍が制圧されるまでは攻勢の作戦を中断する決定を下した。この新たな命令を無視し、シャロンの師団は翌日に旅団規模の一大攻撃をしかけた。当初の成功にもかかわらず、イスラエル軍は日の終わりには進捗のないままに撃退されており、その過程で60輌程度の戦車を失っていた。守勢を保つという決定に違反したのみならず、数度の機会にゴネンからの直接命令に繰り返して従わなかった件もあり、ゴネンはシャロンに激怒した。エラザールも同程度に立腹していたものの、不従順ではあっても刷新的であり、野党勢力と政治的な繋がりを持つ指揮官であるシャロンを外すよりも、力量的に及ばず作戦司令官としての不適ぶりを示したゴネンを交替させる決定を下した。前参謀総長ハイム・バー＝レブがゴネンの後を継ぐために退役の身から呼び出された。馘首の体裁を避けるため、エラザールによってゴネンもバー＝レブの副官として留め置かれた。10月10日には前線は膠着状態となっていた。
「バドル作戦」が達成した成功はエジプト軍司令官連を驚かせ、彼らは自信を深めた。サダトは各シナイ峠道に向けた攻勢に出るよう圧力を受けたものの、限定戦争の遂行という当初の目的を守ってなお譲らなかった。（国防相）アフマド・イスマイル・アリと（参謀総長）（サード・エル・）シャズリーもまたサダトと見解を同じくしていた。しかし10月9日には絶望的な状況にあったシリア軍からの要請が、遂に配下司令官連からの抗議をよそに政治的理由での心変わりをサダトに強いた。結果として10月14日に東方への攻撃を開始して成功せず、エジプトは対イスラエルでの主導権を失うことになる。

### 政治的影響

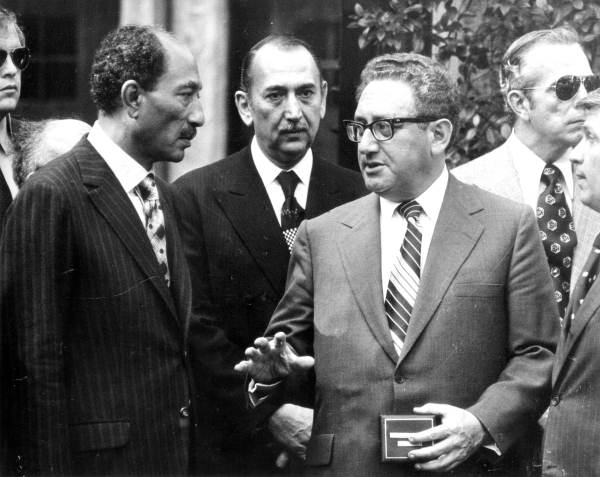
エジプト・カイロを訪問したアメリカ国務長官ヘンリー・キッシンジャー（左から4人目）と、エジプト大統領アンワル・サダト（左から2人目）。（1973年11月）

戦後間もなく、多くのイスラエル人が政府や軍の不足、特に攻撃に対する準備の欠如やその派生効果に焦点をあてた超党派の調査を、「マフダル」（失態）として知られるに至った事態に関して要求した。ゴルダ・メイアは1973年11月末にかけて、遂にアグラナット委員会の発足に同意した。軍務経験者や世論はメイアやモーシェ・ダヤンを非難し、一方でイスラエル軍将官連は互いの任務遂行を批判した。
メイアとイスラエル労働党が12月末に行われた選挙で勝利した一方で、1974年4月のアグラナット委員会による見解の公表と、それが国の政治指導層については何らの不足をも非難しなかった――他方で、数名の上級士官職の解職を薦めた――点が、世論の広範な怒りに繋がった。世論の批判に応えてメイアは（1974年4月に）辞任したものの、ダヤンは不動のままであった。遂には1977年の選挙がメナヘム・ベギンとリクード党の選出をもって、労働党の対抗馬なきイスラエル政治支配を終了させた。
1973年の戦争はイスラエル側に、アラブ諸国との交渉の必要性を納得させた。このような新たな了解が、サダトの外交上の主導やエジプト・イスラエル間の不信の障壁を除去するためのアメリカの仲介と相まって、両国間の長期に渡る一連の対話を実現した。交渉は遂には1977年のサダトによるエルサレム訪問とクネセト（イスラエル議会）での演説、1978年のキャンプ・デービッド合意、そして1979年のエジプト・イスラエル間の平和条約という結果を生んだ。こうして新たな大規模戦争に訴えることなく、サダトは外交的手段でのシナイ半島の回復に成功していた。
「バドル作戦」開始から8年後の1981年10月6日、カイロで「十月戦争」を記念する観兵式に臨んでいたサダトは、イスラム過激派組織に属するハリド・イスランブリ陸軍中尉ら4名による、自動小銃と手榴弾を用いた襲撃に遭遇した。数箇所の銃創を負ったサダトはヘリコプターで搬送されたものの、マアディ地区の陸軍病院に到着した際には意識も脈もなく、同日の14時40分に医師団がその死亡を宣告する旨を結論した。イスランブリ中尉は逮捕後の取り調べに際して、犯行に至った動機の一つに「ユダヤ人との間に生み出された平和」を挙げている。「バドル作戦」時には空軍総司令官の任にあり、襲撃現場にも居合わせていた副大統領ホスニ・ムバラクがサダトの後を継いで大統領となった。